# Exkluderande design

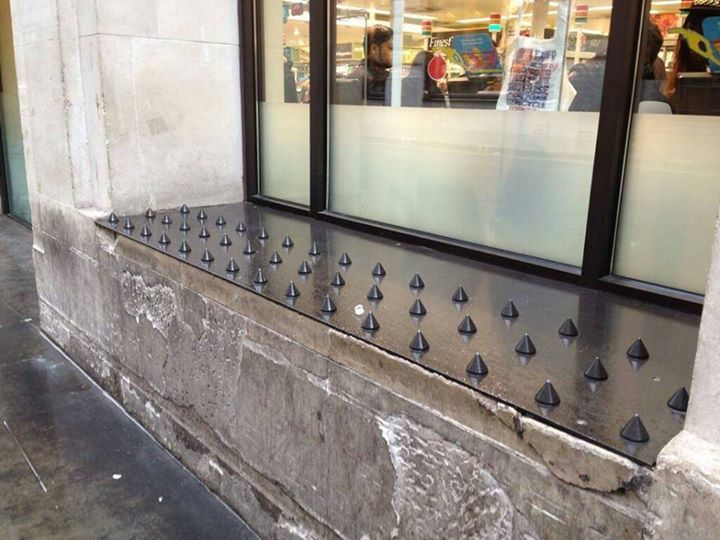
Taggar, vanligen kallade anti homeless spikes eller översatt till svenska så kallade "anti-hemlösa-taggar". På bilden i anslutning till en butik i USA.

Exkluderande design, eller ibland anti-hemlösa-design, är ett inslag i stadsbilden med syfte att hålla oönskade människor som hemlösa, gamla och unga eller andra personer, vilka anses uppvisa oönskade beteenden som tiggeri, informationsspridning och dylikt, borta utom synhåll för andra önskade människor, med hjälp av formgivning och arkitektur, snarare än med förbudsskyltar eller polis och militär. Detta genom att arkitekturen byggs så att man inte ska kunna uppehålla på just den platsen, till exempel genom piggar i marken, bänkar med lutning eller armstöd mitt på. Vissa forskare menar att exkluderande design är ett steg i en kriminalisering av fattigdom. Andra forskare varnar för att det kan finnas en risk att exkluderande design ignoreras eller framställs i positiv dager, vilket redan har skett, exempelvis i boken Capital spaces av Matthew Carmona och Filipa Wunderlich. En företagare menar att fenomenet är bra för att det förhindrar människor från att vara på en offentlig plats under en längre tid. Katrin Holmqvist-Sten, lektor i arkitekturhistoria vid Umeå universitet, talar om rensning av det offentliga rummet, "som man gör med skadedjur".
Filosofen Karl de Fine Licht argumenterar för att exkluderande design kan vara acceptabelt ibland i vissa sammanhang, eftersom rätten att vistas på offentlig plats inte nödvändigtvis gör att exkluderande design måste förbjudas. Fenomenet har också kallats "hjärtlöst", "barbariskt", "effektivt", "brutalt", "provocerande", "oacceptabelt" och "inhumant". Vissa, bland andra arkitekter, menar att det påverkar hela samhället negativt. En kritik är att fenomenet inte löser några problem utan bara flyttar runt vad som upplevs som problematiskt.
Reaktioner på fenomenet myntade termen inkluderande design.
Bland andra Neil Brenner, professor i urban teori, har kallat fenomenet nyliberalt. Brenner menar att exkluderande design implementeras i två faser. Först en destruktiv fas där offentliga platser privatiseras eller kontrolleras hårdare med exempelvis övervakningskameror. I den här fasen försvinner hyresrätter och allmännyttiga bostadsprojekt och grundläggande samhällsservice som exempelvis bibliotek. Under den andra konstruktiva fasen ersätts det med privatägda köpcentrum, torg och bostadsrätter. Även privata områden med inhägnader och/eller passerkontroll förekommer – så kallade grindsamhällen, där segregation sker med avsikt. Ibland uppstår i dessa "faser" hela stadsdelar med idrottsarenor, hotell, konferenscentrum, köpcentrum och andra liknande kommersiella anläggningar.
Selena Savic (et al) som skrivit en bok på ämnet menar att exkluderande design har förmågan att manipulera människors beteende omedvetet. Andra befarar de psykologiska effekter det kan ha för människorna som designen primärt rikar sig mot, respektive önskar peka ut det samhälleliga vilket ligger till grund för designens existens från första början. Det har gjorts kampanjer mot fenomenet, men hittills (augusti 2021) inga kända kampanjer för fenomenet.
Det finns idag väldigt många typer av exkluderande design.

## De vanligaste typerna av exkluderande design

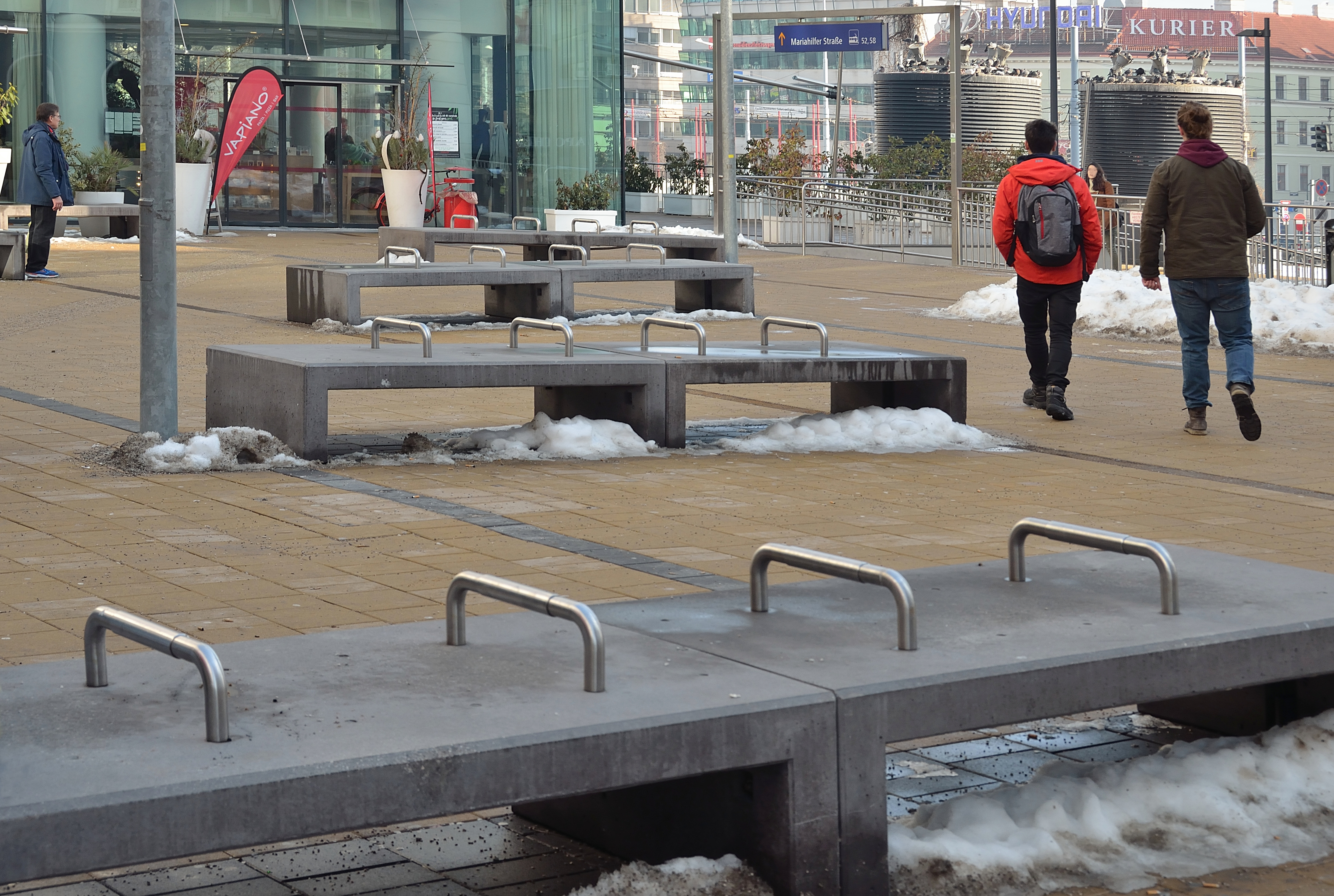
"Luffarsäkra" bänkar vid en järnvägsstation i Wien.

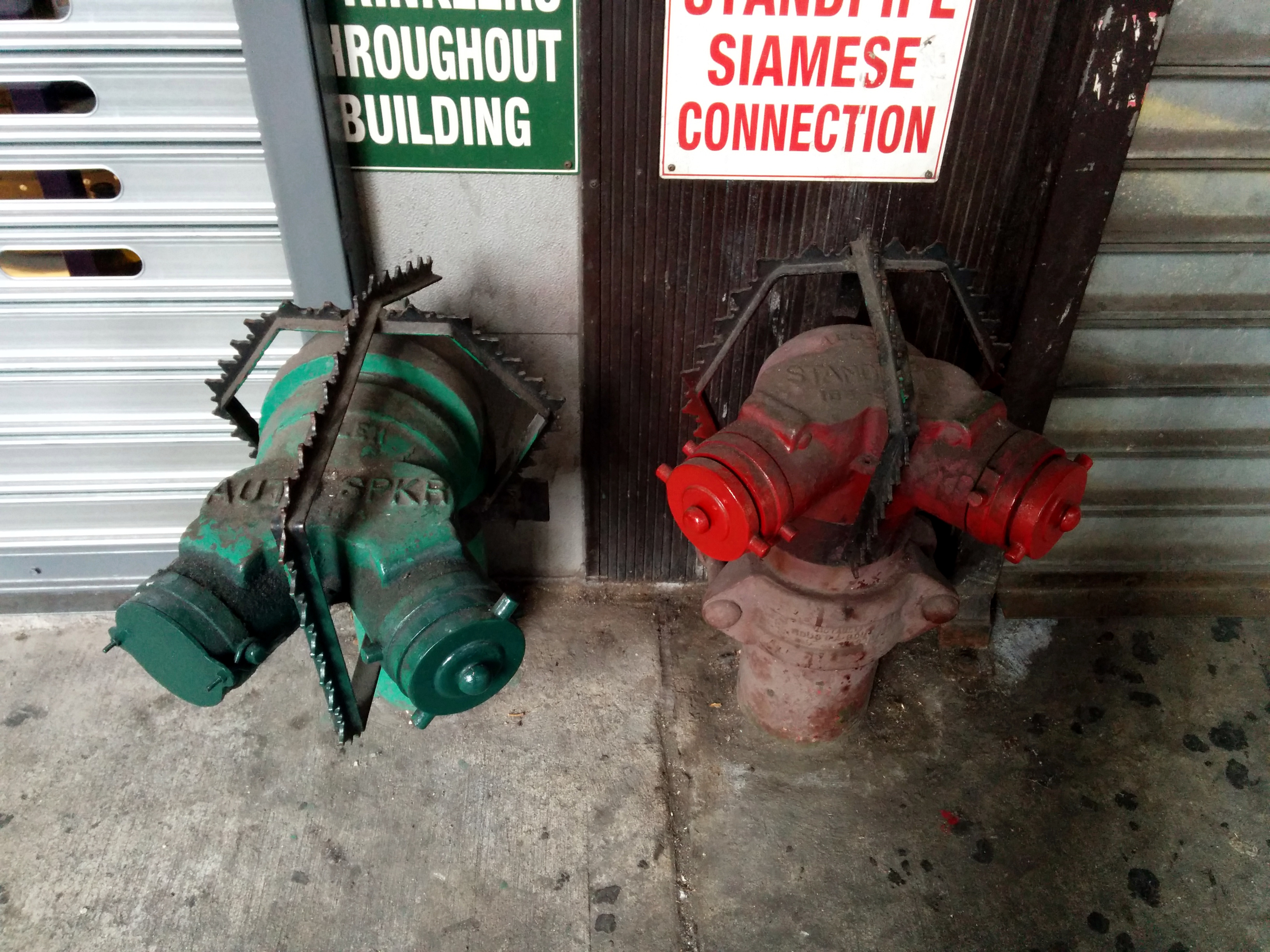
Anti-hemlösa taggar i New York, avsedda att förhindra sittande.

### "Luffarsäkra" bänkar
Den här typen av bänkar är konstruerade för att de ska vara svåra att använda för att ligga på. Den så kallade Camdenbänken är troligen den mest avancerade modellen, som enligt vissa går så långt att ingen vill använda den. Men det finns även inte fullt lika tekniskt avancerade varianter, hos dessa är nivåskillnader frånvarande men de tenderar att antingen vara för korta för att ligga på, eller ha järnrör placerade två tredjedelar in på längden, alternativt flera armstöd placerade längs hela bänken. Som med andra typer av exkluderande design finns väldigt många varianter även här. Det är vanligt på flygplatser. Det finns även "luffarsäkra" bänkar som använder sig av så kallad tillfällig design för att uppnå sin "luffarsäkerhet".

#### Konkreta fall - "luffarsäkra" bänkar
När Citytunneln i Malmö invigdes 2010 anmäldes designen av bänkarna på de nya tågperrongerna till Diskrimineringsombudsmannen, detta på grund av att bänkarna lutade så pass mycket att de knappt eller inte alls gick att sitta på. Det statligt ägda fastighetsbolaget Jernhusen har också använt sig av så kallade "luffarsäkra" bänkar på järnvägsstationen i Luleå, med sju järn med 47 centimeters mellanrum per bänk. Jernhusens presschef vidhöll att de "satt in armstöden främst för att äldre och funktionshindrade ska få lättare att sitta och resa sig upp" men medgav i en SVT-intervju att de upplevda ordningsproblemen på i stationshuset påverkat hur utformningen av bänkarna skett. Miljöpartiets dåvarande gruppledare i Luleå kommun Jan Nyberg kommenterade angående detta att det statliga bolaget Jernhusen var "människofientligt" och att han inte alls tror att det handlar om att hjälpa äldre och funktionshindrade. Ett annat exempel gällande ett företag som tagit sig för en installation av "luffarsäkra" bänkar är Berliner Verkehrsbetriebe, Berlins lokala trafikbolag.

### Anti-hemlösa-taggar
Anti-hemlösa-taggar eller AHT kan förekomma som piggar, taggar eller andra typer av spetsiga konstruktioner. Dessa placeras vanligen på avsatser utanför byggnader, under tak eller andra ställen där människor söker vila eller skydd och även kring affärer. Fastighetsförvaltaren Jernhusen använder sig av en variant av AHT genom att placera rör istället för piggar på flera ställen vid Stockholms centralstation. Under 2014 cirkulerade bilder på internet från en plats i London där hemlösa brukade sova. Marken hade försetts med vassa uppåtriktade piggar för att bli av med de personer som brukade sova där. Men efter omfattande protester togs just dessa anti-hemlösa-taggar bort. Det finns också AHT som fungerar som "anti-häng-piggar", vilka ämnar att se till att personer inte exempelvis sitter mot en husvägg, eller står på en viss plats. Hur många olika typer av AHT som existerar är svårt att på ett adekvat vis skaffa sig en uppfattning om, men det är säkert att det finns väldigt, väldigt många typer av fenomenet. För att nämna några, delade tegelstenar vilka bildar sprikar, olika former av böjda metallrör, plattor fastsvetsade uppåt så att de bildar piggar och så vidare. Storbritanniens förre premiärminister, Boris Johnson, har kallat AHT "dumma".

### Tillfällig design

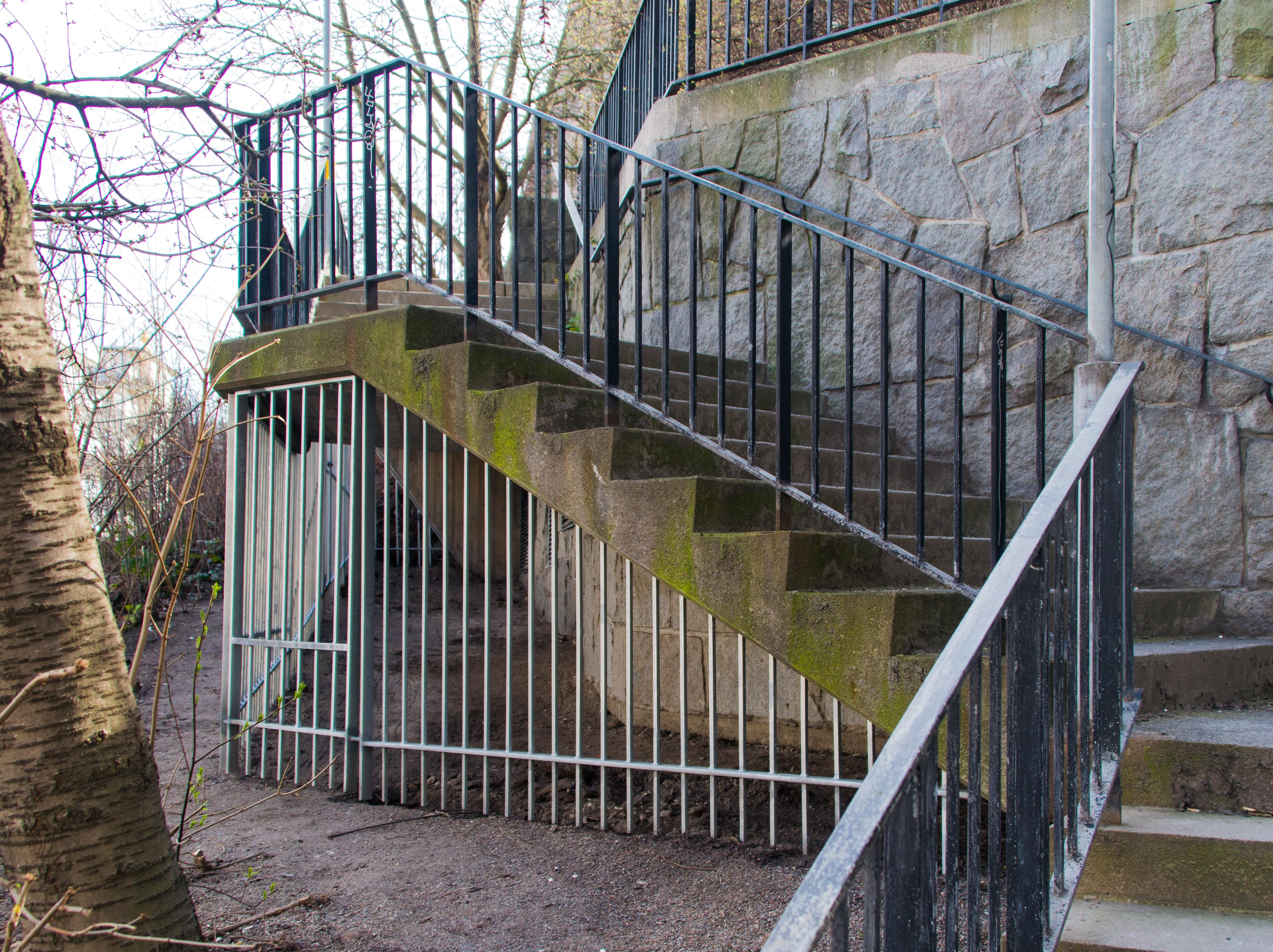
200 000-kronorsstaketet under trappan till stadsarkivet på Kungsholmen i Stockholm (2015).

Ett exempel på tillfällig design är när Bank of England nattetid placerade en blå lutande konstruktion i stål över trappan till sitt Liverpoolbaserade huvudkontor i december 2016, för att de hemlösa som brukade sova och vila på trappan inte skulle uppehålla sig där. Konstruktionen smetades också in i olja för att säkerställa att det skulle vara omöjligt att uppehålla sig på den. Det finns dock fler exempel.

### Staket eller galler
Staket eller galler är en vanlig form av exkluderande design som ofta används för att förhindra åtkomsten till platser där det finns skydd för väder och vind. Exempelvis under trappor, broar eller i närheten av fläktsystem som blåser ut varm luft.

#### Konkreta fall - staket
Våren 2015 satte Stockholms stad upp ett staket för 200 000 kronor för att hindra hemlösa personer från att söka skydd under en trappa på Kungsholmen. Bo Höglund, parkingengör vid Stockholms stad kommenterade att "man vill kunna se och känna sig trygg i området".

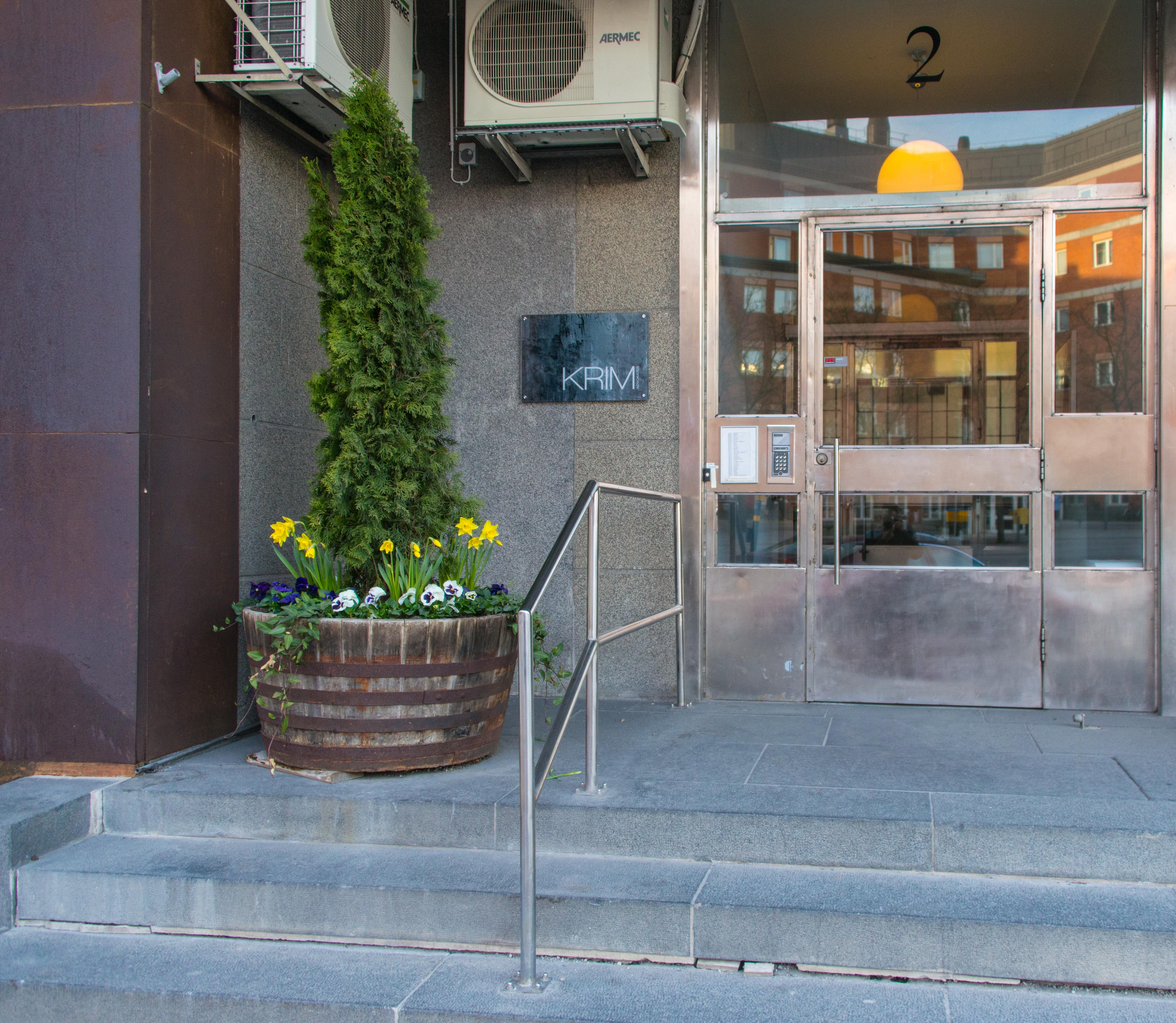
En bastant pjäs till blomkruka utanför fastighet i Stockholm 2015.

### Exkluderande design maskerad som konst eller utsmycknad
Den här typen av exkluderande design kan exempelvis bestå i att man ställer fram en enorm blomkruka där hemlösa tidigare använt trottoaren för att sova på. Andra exempel som har förekommit är en sten målad i regnbågsfärger, att ställa ut blockerande buskage på en trottoar, "roligt" formade sittplatser och så vidare.

Obehagligt oljud med hjälp av olika former av högtalare kan även användas för att hålla människor borta.

### Oljud
Högtalare i Finspång har spelat musik i syfte att få missbrukare att lämna vissa platser, och i Storbritannien respektive Tyskland har så kallade "anti-loitering devices", ungefär "anti-hänganordningar", installerats för att se till att ungdomar inte vistas (hänger) på platserna där de installeras. Apparaterna fungerar genom att sända ut ett entonigt ljud på en så hög frekvens (ljus ton) att de flesta människor efter ungdomsåren tappat förmågan att höra det. Sådana apparater har använts både i Malmö och Stockholm.

#### Effekter
I en undersökning riktad till barn och unga från den skotska organisationen Young Scot uppgav 41 % av 725 tillfrågade att de upplevde hälsobesvär eller obehag på grund av att de stött på en "anti-hänganordning". Deras undersökning kom även fram till att de vanligaste symtomen barn och ungdomar upplevde på grund av att utsättas för metoden var huvudvärk och eller migrän, öronproblem, inklusive tinnitus, yrsel och illamående men även ångest och eller panik.

#### Konkreta fall - oljud
Hösten 2016 uppmärksammades det att apparaterna placerats i garage i Tensta centrum. Det uttalade syftet var att få bort narkotikahandel. Centrumchefen och fastighetsägaren Mats Carinder kommenterade att "det finns forskning på vad som irriterar rätt målgrupp och repetition av klassisk musik kan bli jobbigt för äldre tonåringar." Dock hördes ljudet bortom garaget i fråga, och störde till följd av detta de människor som bodde i närheten vilket ledde till kritik från såväl politiker som de boende. Ytterligare kritik har gått ut på att apparaterna skulle utgöra brott mot "mänskliga rättigheter" men även kommenterat angående att fenomenet skulle skapa ett "farligt gap" mellan unga människor som utsätts för metoden och gamla människor som slipper undan. I Tyskland har klassisk musik använts för att försöka se till att människor som tar olika substanser håller sig borta.

### Konsumtionskrav
Att belägga platser med krav på konsumtion förekommer också. Det kan röra sig krav på att köpa biljetter för att vistas på platser som stationer och vänthallar.

#### Konkreta fall - konsumtionskrav
Hösten 2014 väckte den statliga fastighetsförvaltaren Jernhusen medial uppmärksamhet och erhöll mycket kritik genom att avkräva tågbiljett av dem som vistades i Linköpings centralstations stationshus. Leif Svensson, säkerhetschef hos Jernhusen, kommenterade att "tågstationen är ingen bra plats att vistas på om man är hemlös.". Pressansvarig hos Jernhusen kommenterade fenomenet så här: "Ibland ligger de på bänkarna, eller duschar på toaletterna och det är sånt som vi inte kan acceptera." Det förekom protester mot det hela, varefter Jernhusen backade.
2009 Lät konstnären Fabian Brunsing illustrera fenomenet konsumtionskrav med sitt konstverk Pay & Sit Konstverket är en luffarsäker bänk försedd med piggar och myntinkast med vilket den som önskar sitta på bänken kan betala 0,5 euro för att dra undan piggarna en stund. Något Brunsing troligen inte hade räknat med är att parkbänken senare blev verklighet och nu finns att sitta på, mot betalning alltså.

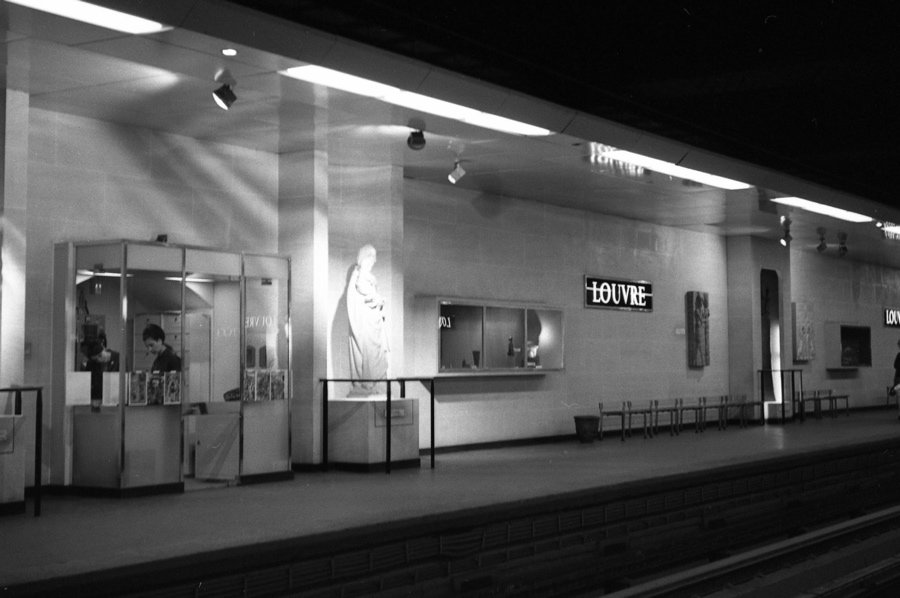
År 1970. Notera bänkarna som försvunnit i nästa bild.

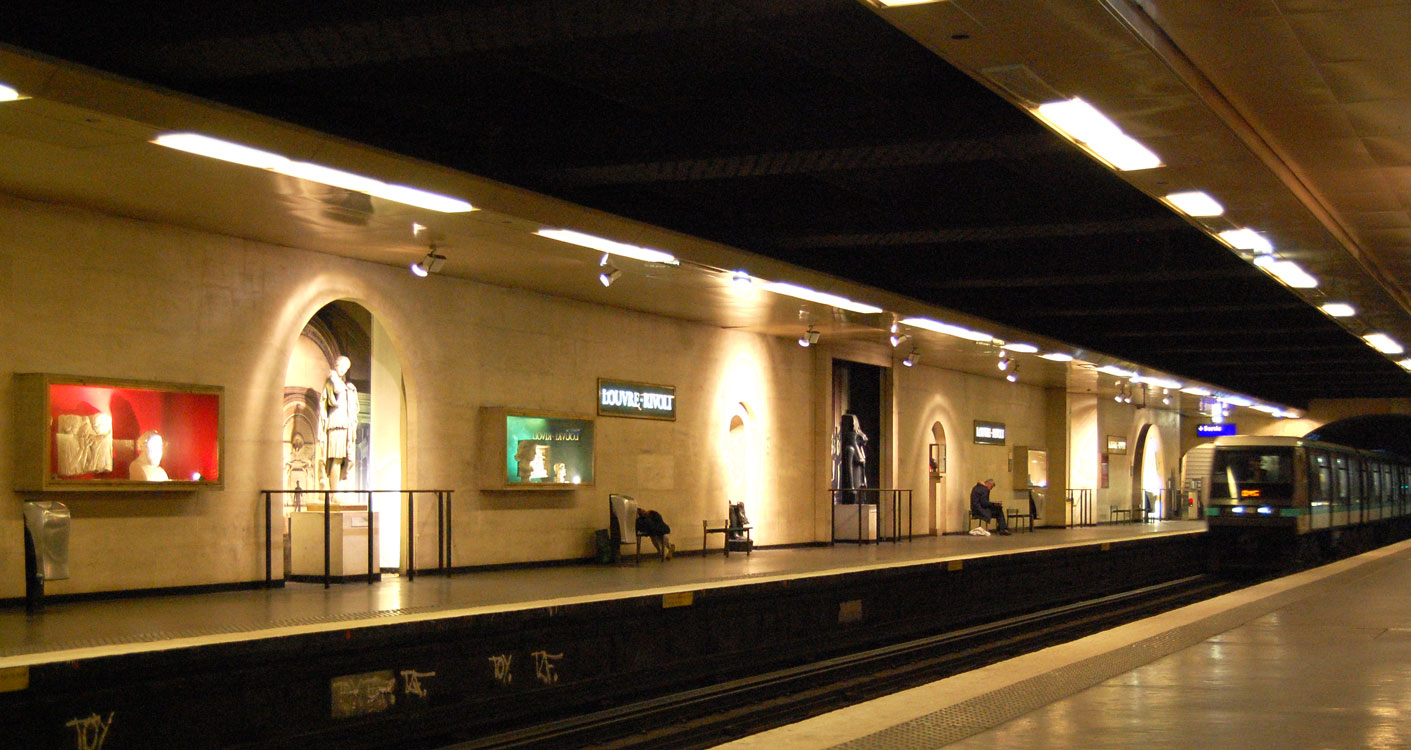
År 2007. Notera hur bänkarna blivit ersatta med stolar i nästa bild.

### Borttagande
Ibland handlar exkluderande design inte bara om att lägga till saker och ting, utan snarare att ta bort. Fredrik Edin, som skrivit en bok angående exkluderande design, menar att borttagande är den vanligaste typen av exkluderande design, att till exempel bänkar eller tak som används av offentligheten tas bort, just för att de används av offentligheten.

#### Konkreta fall - borttagande
Ett exempel är när företrädare för New Yorks tunnelbana  år 2021 meddelade via sociala medier: att de "tagit bort bänkarna på stationerna för att förhindra att hemlösa sover på dem". Bilderna här bredvid illustrerar ett förlopp där borttagande skett, från år 1970 till år 2021. I kombination med att bänkarna ersätts med stolar. Exempelvis har många offentliga toaletter börjat tas bort i Storbritannien på platser som anses stökiga. Bänkar vid vissa platser på det av Jernhusen förvaltade Stockholms centralstation har 2015 tagits bort till förmån för stolar. Jernhusen tog även bort bänkarna på Luleå järnvägsstation. Deras presschef hävdade i samband med detta att "skälet till att man tagit bort bänkarna är att man haft problem med att Luleås a-lagare använt stationen som värmestuga".

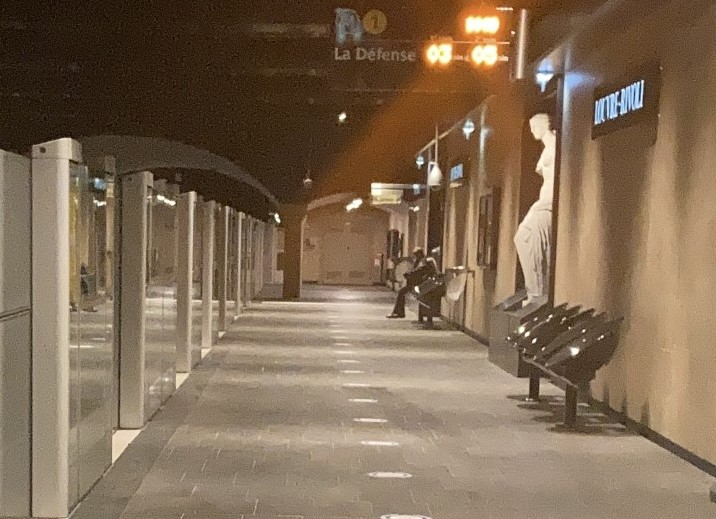
År 2021. Samma station som de två tidigare bilderna. Nu helt utan bänkar.

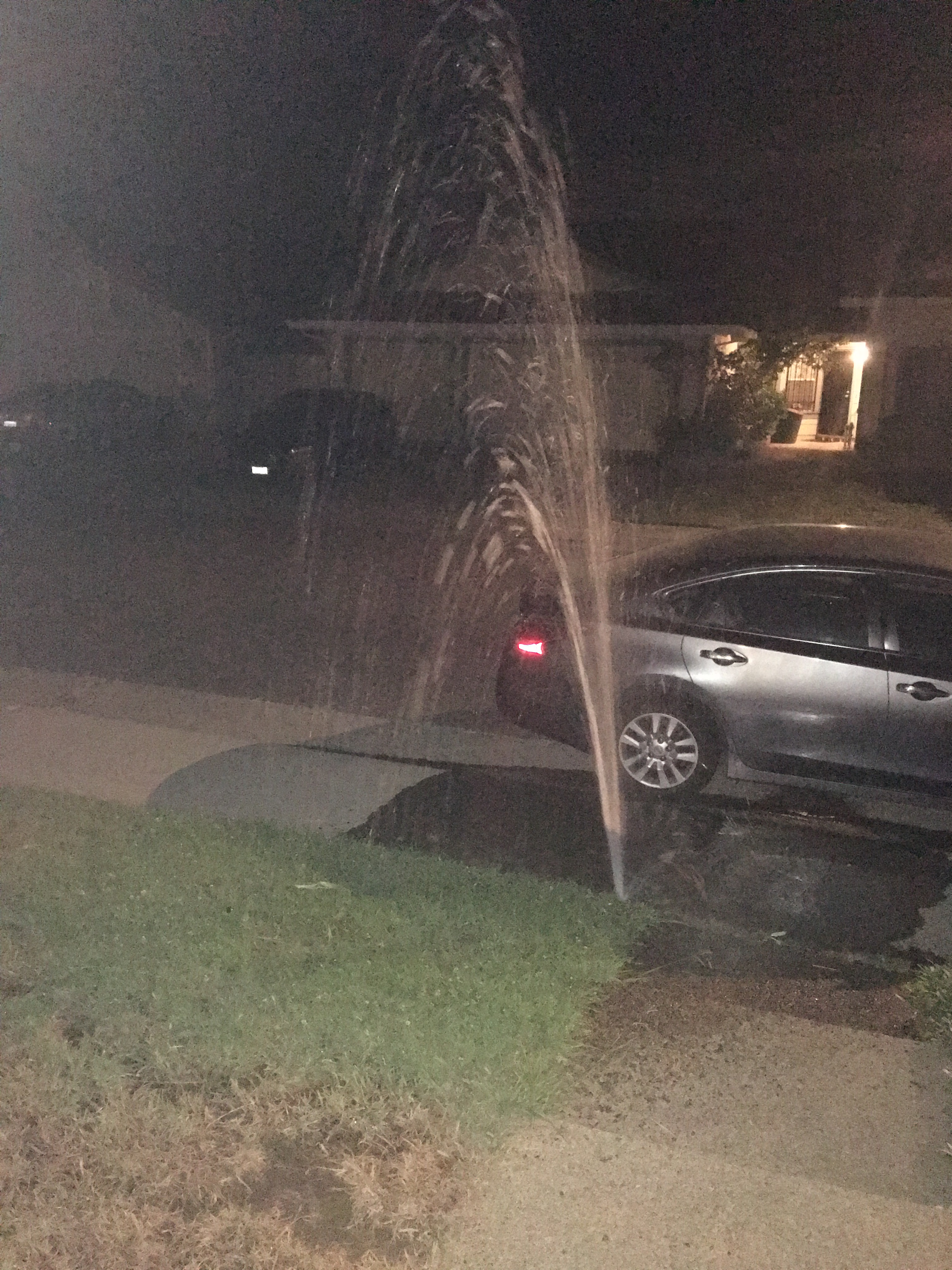
En sprinkler som blöter ner en trottoar av misstag. Detta till skillnad från att avsiktligt spola vatten på hemlösa.

### Sprinklers
Sprinklers förekommer ofta när anti-hemlösa-taggar anses vara för permanent, den här lösningen går ut på att spruta vatten på de som uppehåller sig på en viss plats vid en viss tid.

#### Konkreta fall - sprinklers
Ett exempel är när bokhandeln Strand i New York önskade göra sig av med de hemlösa som sov utanför butiken på nätterna, men det finns många fler exempel på samma fenomen. Användningen av sprinklers har av vissa kallats omänskligt. Dessa sprinklers tycks inte lika vanligt dokumenterade på bild, troligt på grund av att de är svårare för allmänheten att upptäcka, men förekommer.

### Budskapshinder
Budskapshinder syftar till att förhindra exempelvis affischering. Därmed regleras möjligheten att göra information tillgänglig för människor i stadsmiljö. Exempelvis metallskenor som fästs vid elskåp eller väggar för att förhindra allmänheten från att affischera.

#### Konkreta fall - budskapshinder
Dessa förekommer exempelvis på fasaden i lokalen inrymd av Handelsbanken på Sankt Eriksplan i Stockholm.

## Historia
Exkluderande design har en gammal historia, med till exempel stadsplanering i USA som designar för segregation. Enligt experter blir design som exkluderar allt vanligare, inte minst i storstäder som Stockholm. I London på 1800-talet förekom gatstenar vilka gjorde att urinen studsade upp mot den som urinerade offentligt.
Den amerikanske politikern Robert Moses designade en sträcka på Long Island med låga stenbroar så att bussar inte kunde passera under dem. Detta försvårade för personer som förlitade sig på kollektivtrafik, huvudsakligen afroamerikaner, att besöka stranden som rikare bilägande New York-bor kunde besöka.

## Bildgalleri med exempel på exkluderande design

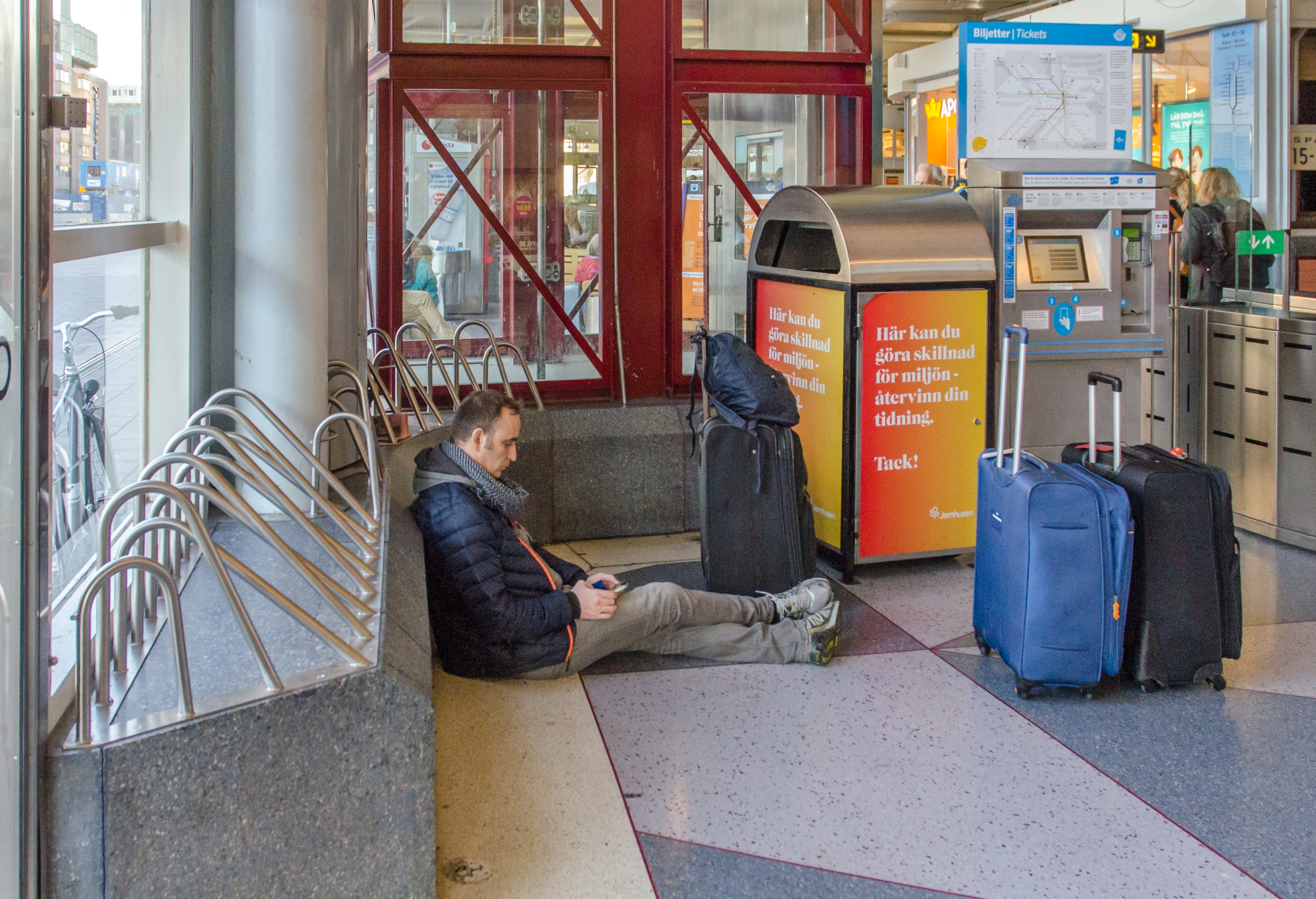
Böjda metallrör i fönsternischer på Stockholms centralstation.
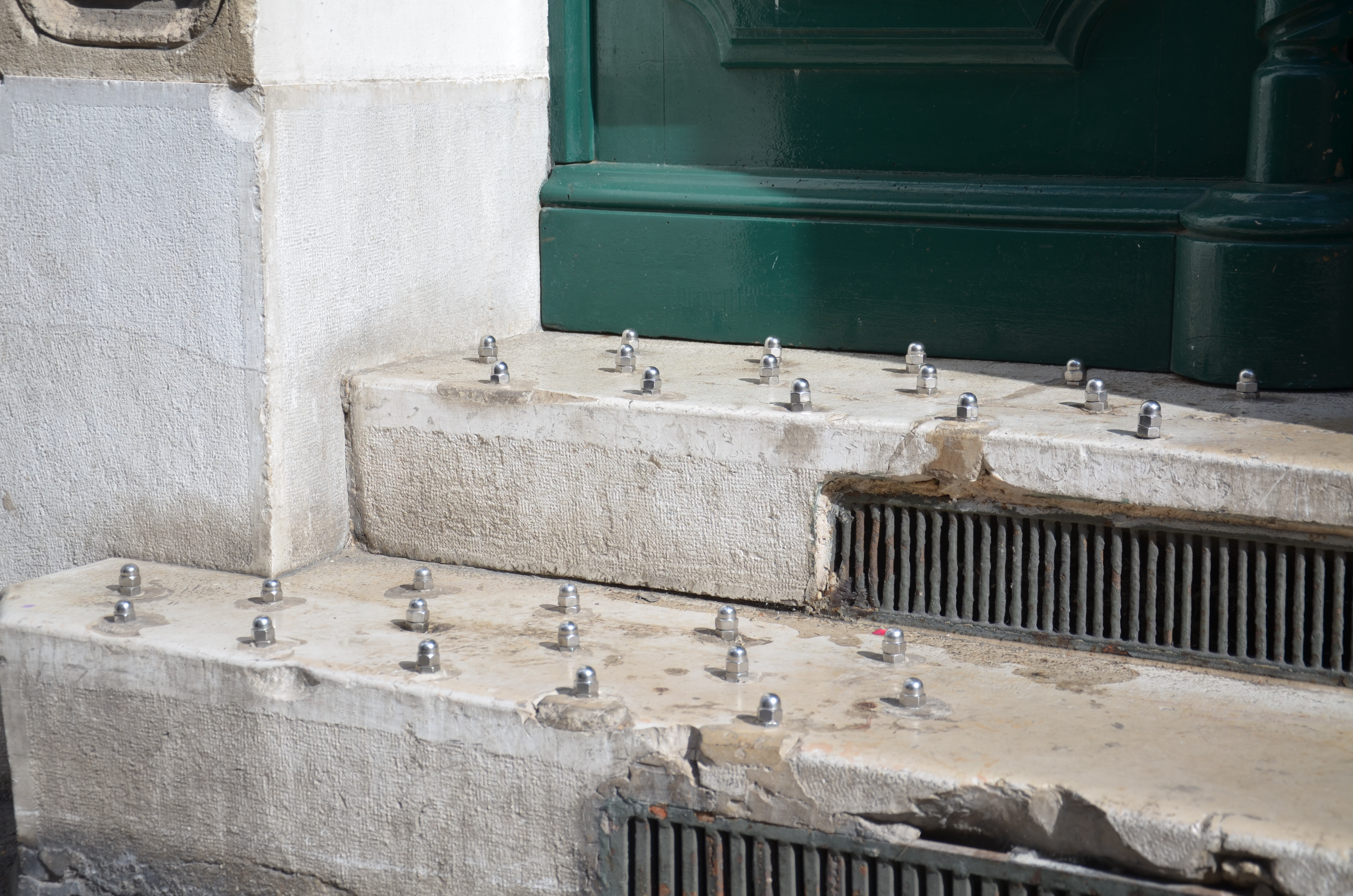
Anti-hemlösa taggar i Marseille.
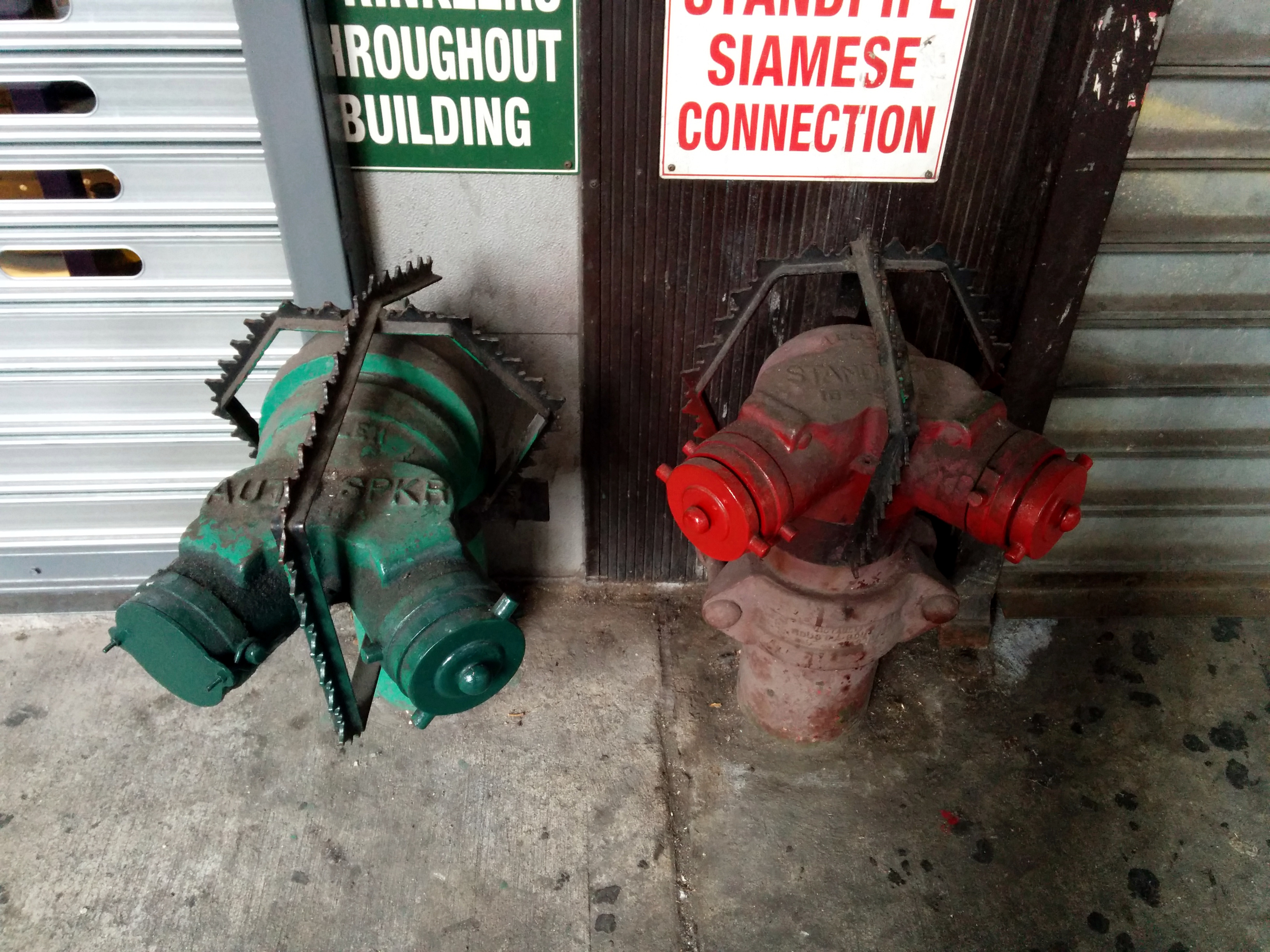
Anti-hemlösa taggar i New York.
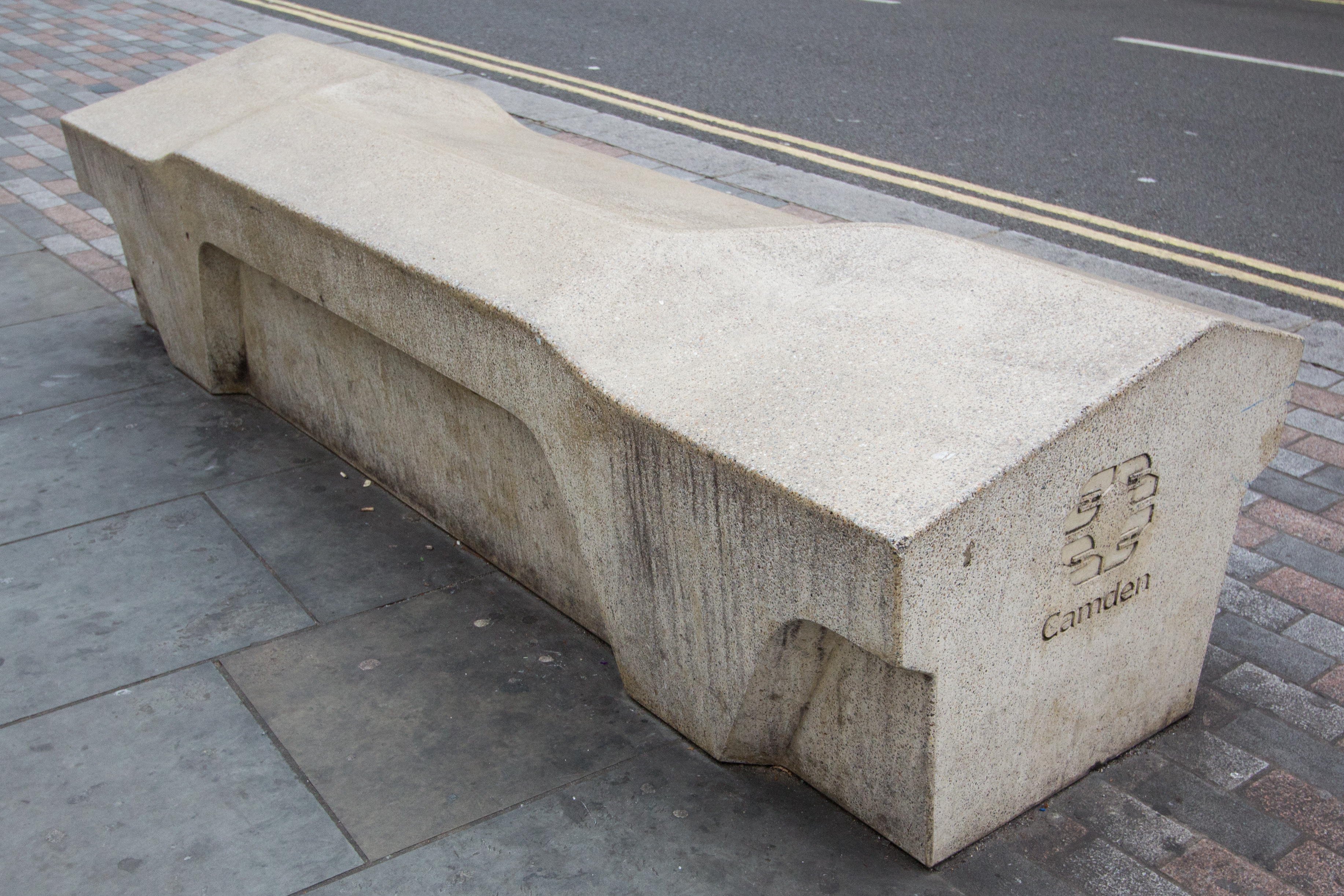
Så kallad Camdenbänk på Great Queen Street i London.
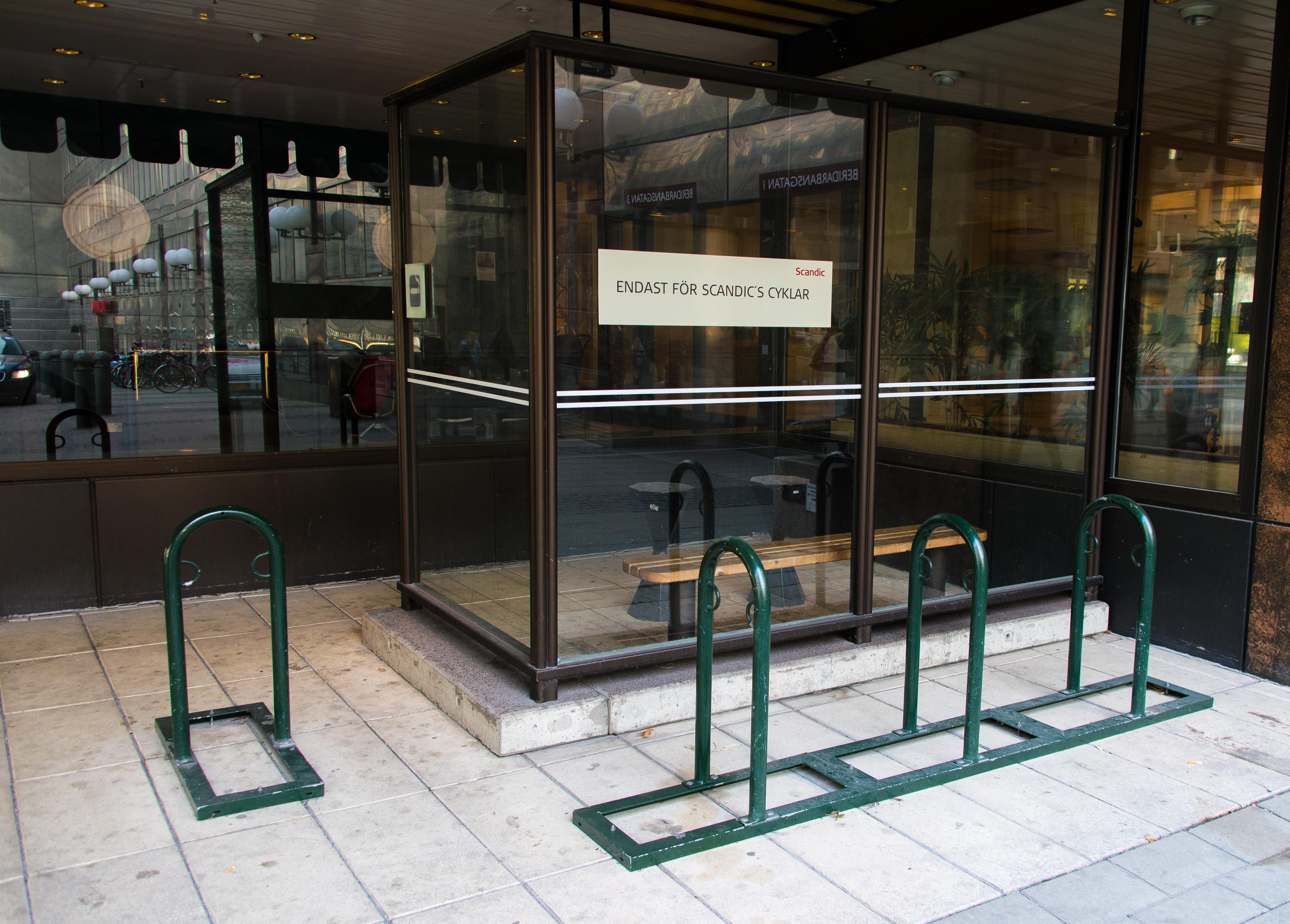
Cykelställ vid hotellentré i Stockholm.
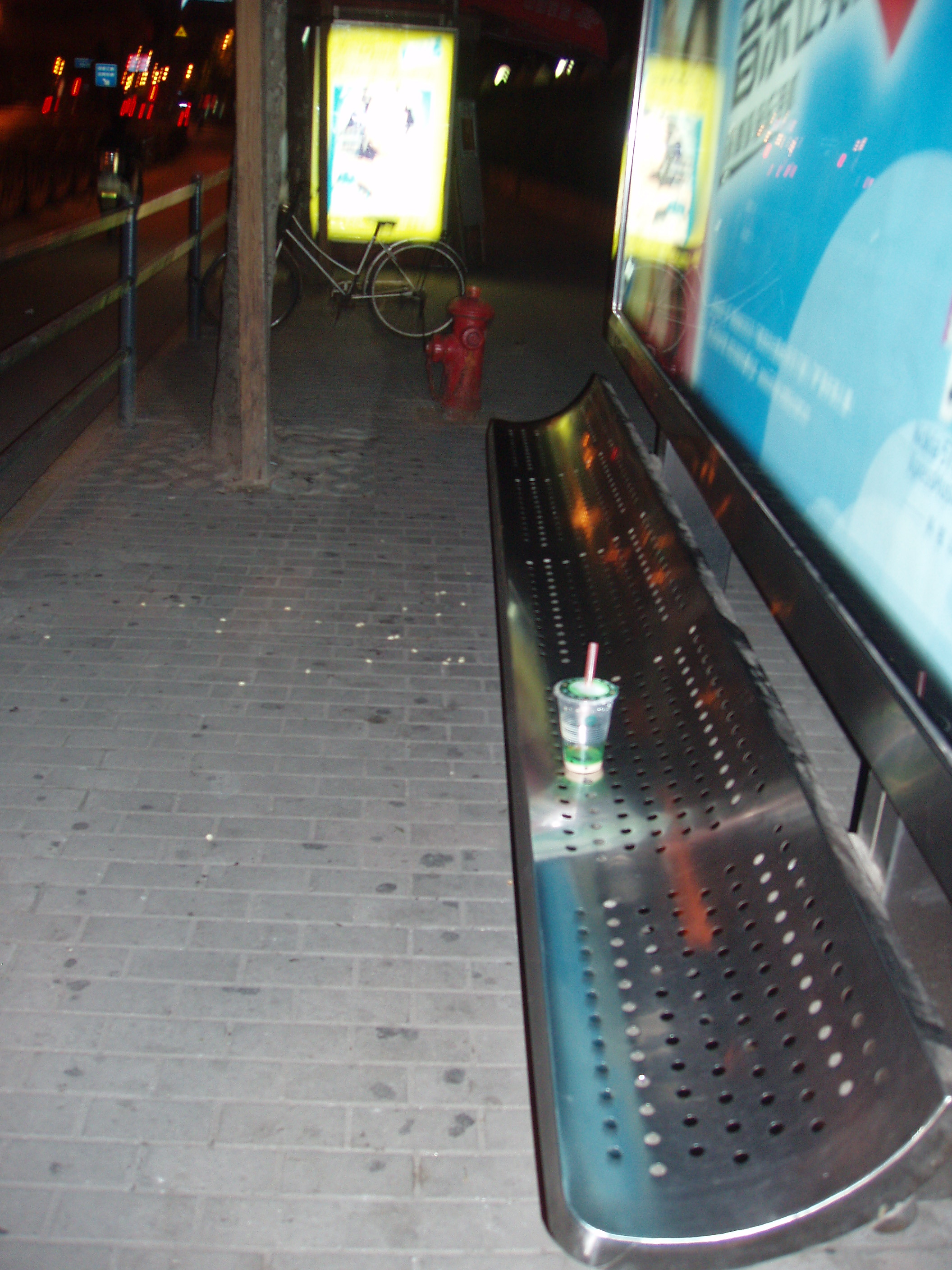
En lutande bänk New York.
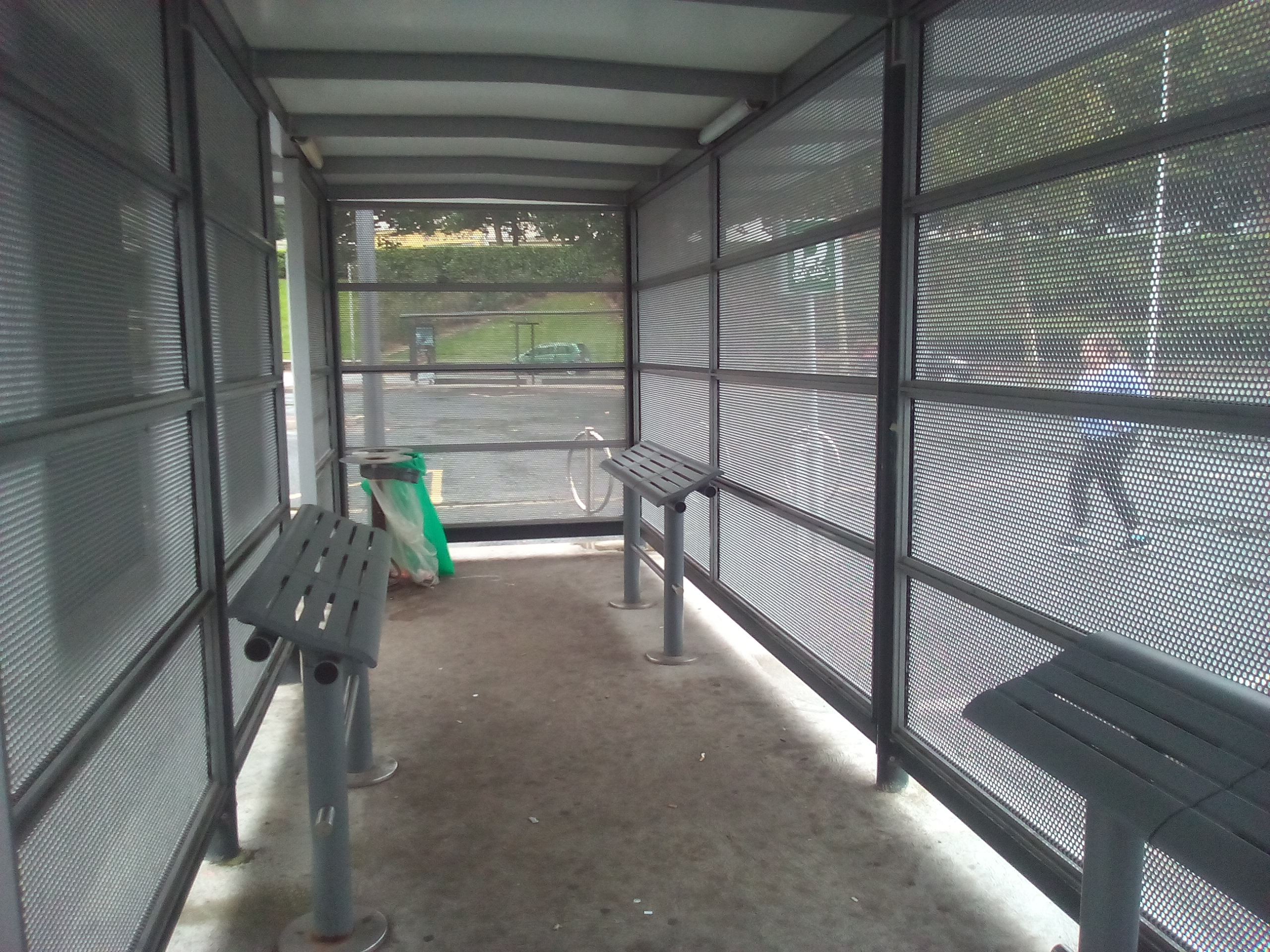
Lutande "ståbänkar" i Fécamp, Frankrike.
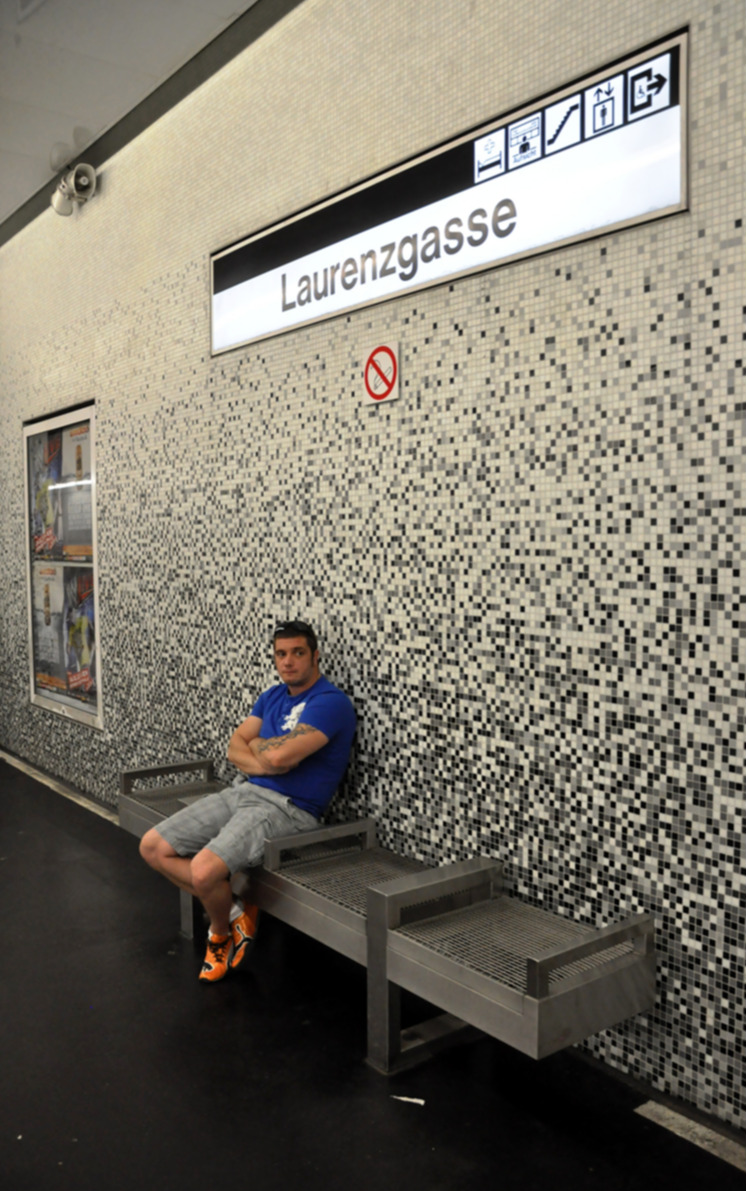
En person sitter på en "luffarsäker" bänk i Wien.
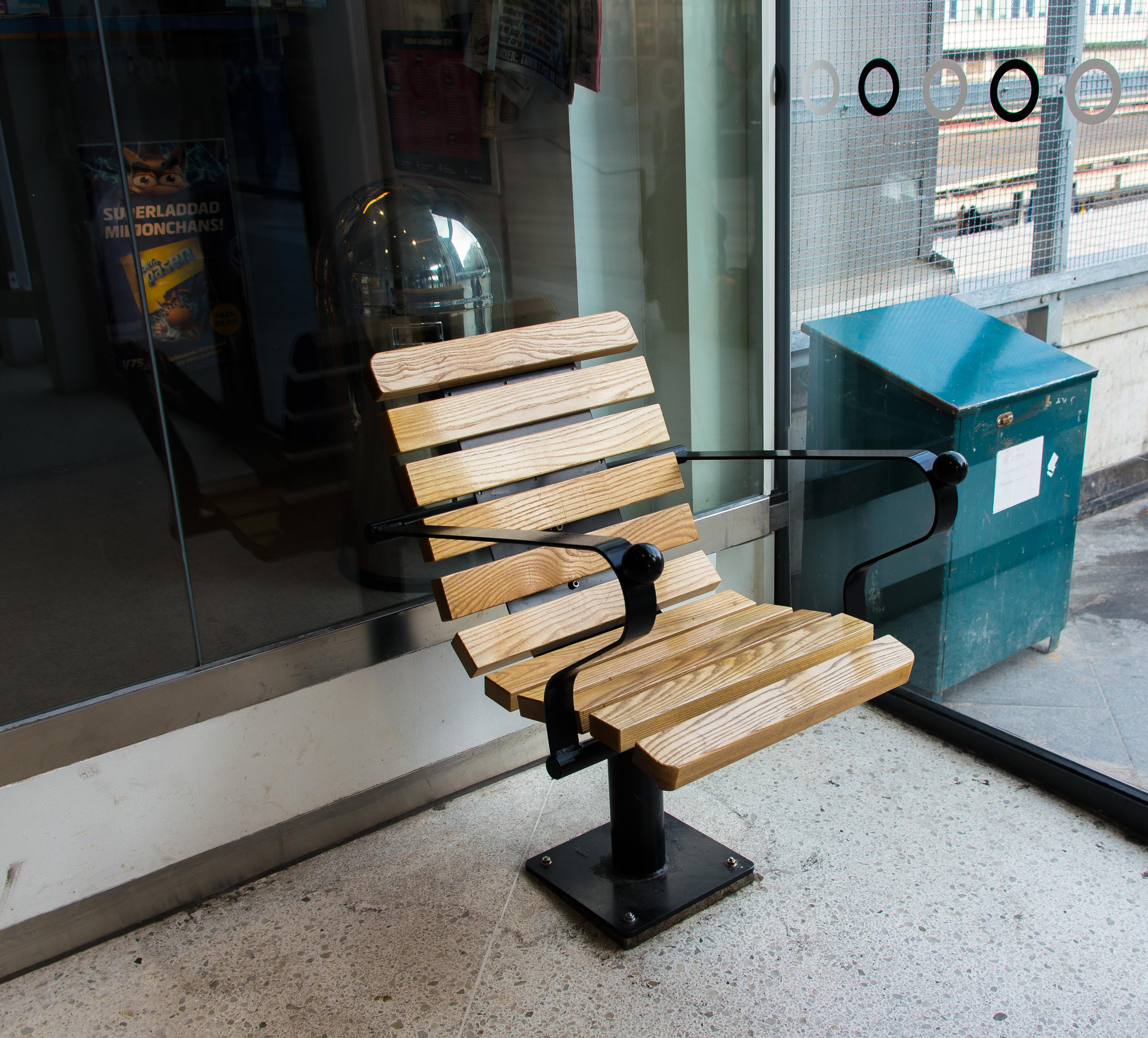
Stolar i stället för tidigare bänkar på Stockholms centralstation.
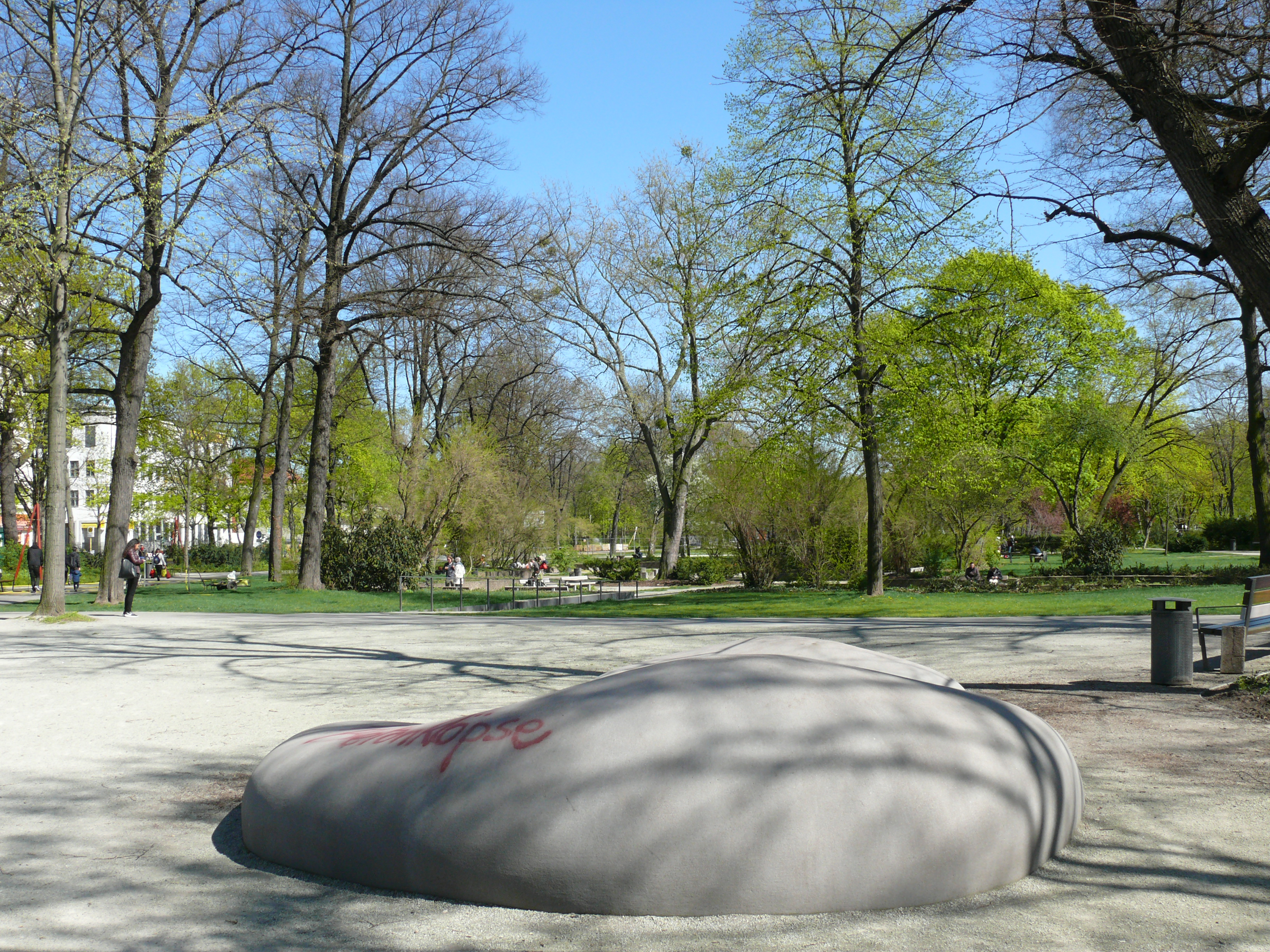
Sitzkiesel ("sittsten") i Berlin.
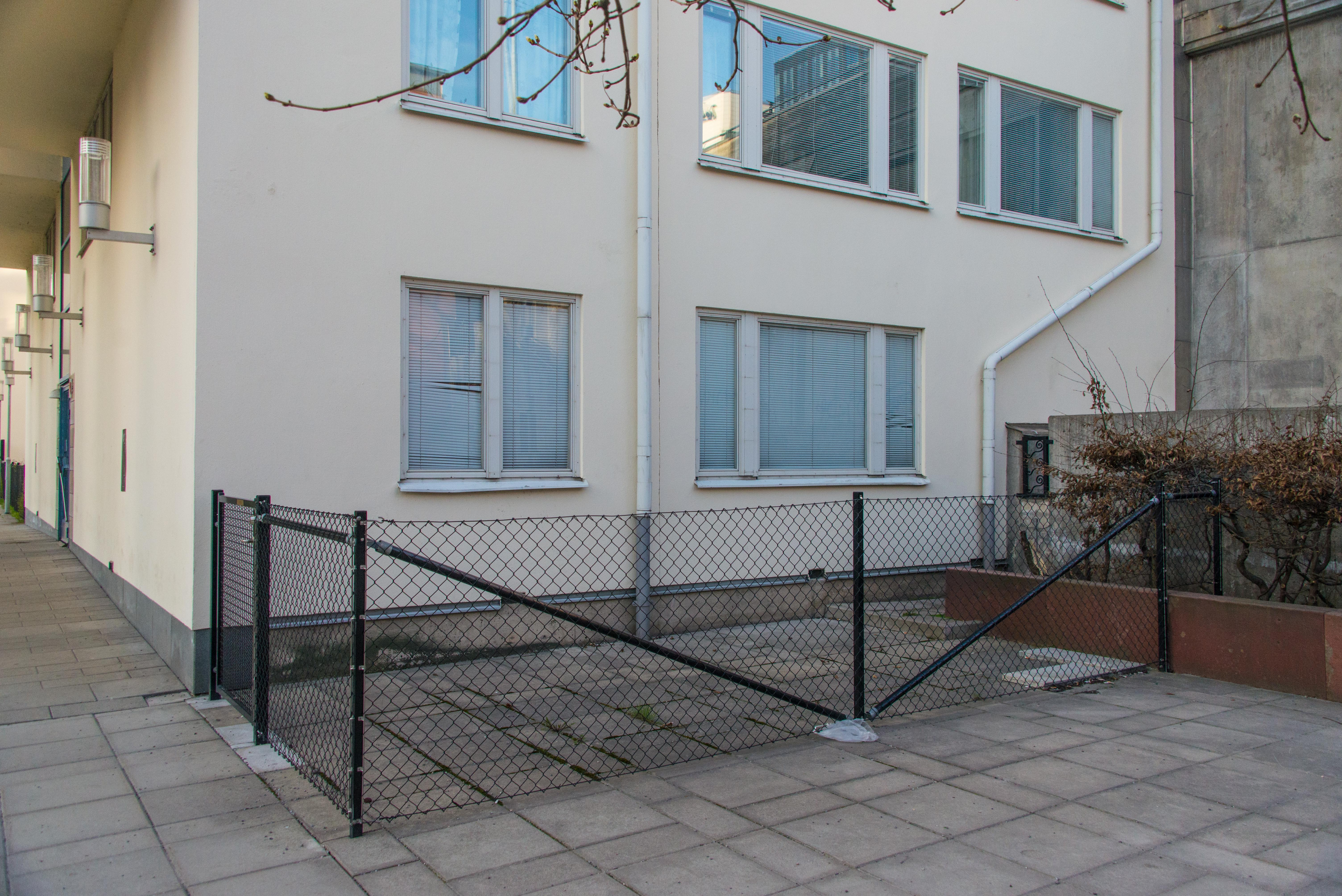
Inhägnad utanför bostadsfönster i Stockholm.
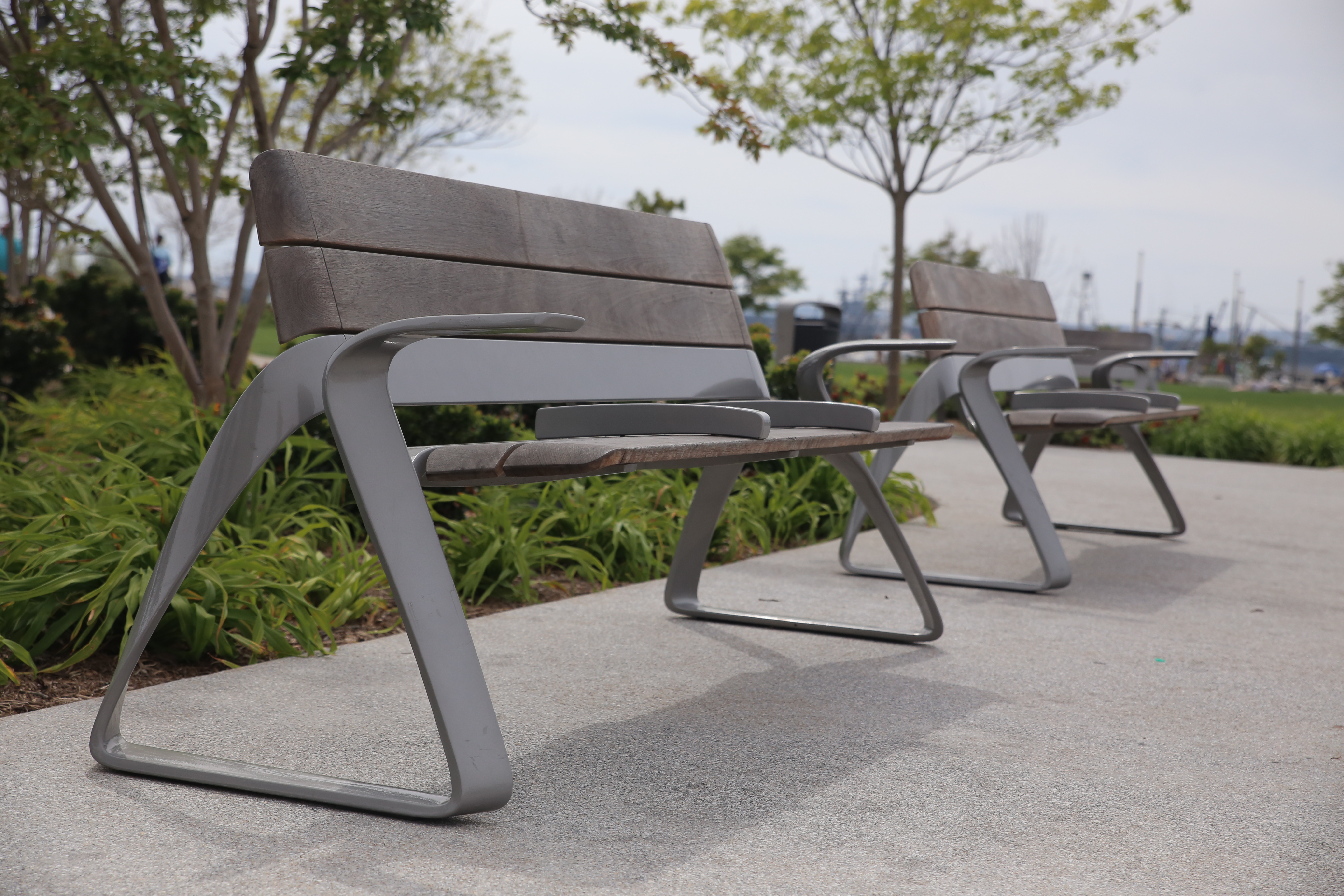
Bänk som ej går att ligga bekvämt på.

## Konstens gensvar
- 2001 publicerade Nils Norman boken The Contemporary Picturesque som innehåller fotografier han har tagit på exkluderande design sedan 1990-talet.[162]
- 2003 filmade två Parisbor, Stéphane Argillet och Gilles Paté, filmen Le repos du fakir (eller The Fakir's Rest) som visar dessa när de försöker vila på olika objekt som kännetecknar exkluderande design i Paris.[163][164]
- 2005 dokumenterade den amerikanska konstnären och forskaren Sarah Ross exkluderande design i Los Angeles i sin serie Tempting Resistance. Hennes uppföljare från 2006, Archisuits, skapade kläder som var designade för att fungera med exkluderande design – för att möjliggöra sömn.[165][166]
- 2013-2014 pågick en installation i Norrköping kallad Modified Social Benches av Jeppe Hein.[167][168]
- 2015 uppmärksammade konstnären och arkitekten Johanna Nenander fenomenet genom sitt projekt "Urbana proteser" där hon placerade sittplatser som medvetet var placerade så att de var svåra att slå sig ner på. Under ett par dagar blev ett par osittbara plåtfundament på plattan en uppskattad "bänk" för allmänheten.[169]
- 2018 skapade den brittiske konstnären och utställningskuratorn Stuart Semple en plattform på sociala medier för att uppmuntra allmänheten att placera identifierande klistermärken där de upptäckte exkluderande design på allmän plats.[170][171][172][173][174]

### Fotnoter
1. ↑  Edin, Fredrik (Edin). Exkluderande design. sid. 12. ISBN 978-91-87777-28-8. https://www.worldcat.org/oclc/1045613015. Läst 1 februari 2020
2. 1 2 3  ”Designen som ska hålla hemlösa borta”. DN.SE. 7 april 2015. https://www.dn.se/sthlm/designen-som-ska-halla-hemlosa-borta/. Läst 11 mars 2020.
3. ↑  De Fine Licht, Karl Persson (2017-11-14). ”Hostile urban architecture: A critical discussion of the seemingly offensive art of keeping people away”. Etikk i praksis - Nordic Journal of Applied Ethics 11 (2):  sid. 27. doi:10.5324/eip.v11i2.2052. ISSN 1890-4009. https://www.ntnu.no/ojs/index.php/etikk_i_praksis/article/view/2052. Läst 25 april 2020.
4. ↑  Cohen, Josh (24 januari 2018). ”New anti-homeless architecture: Seattle uses bike racks to block rough sleepers” (på brittisk engelska). The Guardian. ISSN 0261-3077. https://www.theguardian.com/cities/2018/jan/24/anti-homeless-architecture-seattle-bike-racks-block-rough-sleepers. Läst 26 januari 2020.
5. 1 2  Paulas, Rick (25 juni 2019). ”Photos of the Most Egregious 'Anti-Homeless' Architecture” (på engelska). Vice. https://www.vice.com/en_us/article/kzm53n/photos-of-the-most-egregious-anti-homeless-architecture. Läst 16 februari 2020.
6. ↑  ”Kasper Strömman om design: Framtidens stad är fakirernas” (på svenska). svenska.yle.fi. https://svenska.yle.fi/artikel/2018/04/10/kasper-stromman-om-design-framtidens-stad-ar-fakirernas. Läst 11 mars 2020.
7. ↑  ”Exkluderande design”. Sveriges Radio (P4 Värmland). 21 september 2017. https://sverigesradio.se/sida/artikel.aspx?programid=93&artikel=6783144. Läst 1 februari 2020.
8. 1 2  Unpleasant Design. Designing Out Unwanted Behaviour.

Conference: 5th STS Italia Conference : A Matter of Design. Making Society through Science and Technology, Milan, Italy, Selena Savic. (10.13140/RG.2.1.2209.5207)
9. ↑  Edin, Fredrik, 1967-. Exkluderande design. sid. s.16,76-77.. ISBN 978-91-87777-28-8. OCLC 1045613015. https://www.worldcat.org/oclc/1045613015. Läst 26 januari 2020
10. ↑  Crary, Jonathan,. 24/7 : late capitalism and the ends of sleep. sid. 114. ISBN 978-1-78168-310-1. OCLC 858126396. https://www.worldcat.org/oclc/858126396. Läst 16 februari 2020
11. ↑  Edin, Fredrik, 1967- (2017). Exkluderande design. sid. 64-65. ISBN 978-91-87777-28-8. OCLC 1045613015. https://www.worldcat.org/oclc/1045613015. Läst 11 juli 2020
12. ↑  Smith, Naomi; Walters, Peter (2017-10-25). ”Desire lines and defensive architecture in modern urban environments” (på amerikansk engelska). Urban Studies 55 (13):  sid. 2980–2995. doi:10.1177/0042098017732690. ISSN 0042-0980. https://journals.sagepub.com/doi/10.1177/0042098017732690. Läst 15 juni 2020.  ”There is a danger that defensive controls of the publicare ignored, or are framed as beneficial (e.g.Carmona and Wunderlich, 2012). A lack of academic critique or investigation of the integration of defensive architecture in public space means that these means may be advocated as ‘best practice’ without the attendant debate that examines the type of social spaces they produce.”.
13. ↑  CNN, Andrea Lo. ”The debate: Is hostile architecture designing people -- and nature -- out of cities?” (på engelska). CNN. https://www.cnn.com/style/article/new-dean-harvey-james-furzer-hostile-architecture-debate/index.html. Läst 11 juli 2020.
14. 1 2  Kernen, Caroline (24 mars 2015). ”Så designar städerna bort hemlösa med exkluderande design”. Sveriges Radio. https://sverigesradio.se/sida/artikel.aspx?programid=1646&artikel=6124523. Läst 1 februari 2020.
15. ↑  ”Hostile urban architecture”. https://www.semanticscholar.org/paper/Hostile-urban-architecture%3A-A-critical-discussion-Licht/36be7edaf30794e66e2b64205b6d9843ecb87feb. Läst 30 maj 2020.  ”"I will argue that defensive architecture is at least acceptable in certain contexts and to achieve certain goals", "it is not at all clear that the (prima facie) right to public space in turn yields a prohibition against defensive architecture."”
16. ↑  Hu, Winnie (8 november 2019). ”‘Hostile Architecture’: How Public Spaces Keep the Public Out” (på amerikansk engelska). The New York Times. ISSN 0362-4331. https://www.nytimes.com/2019/11/08/nyregion/hostile-architecture-nyc.html. Läst 1 februari 2020.
17. 1 2  Roberts, Georgett; O'Neill, Natalie (14 november 2013). ”Strand Bookstore ‘uses sprinklers to evict homeless’” (på engelska). New York Post. https://nypost.com/2013/11/14/strand-bookstore-uses-sprinklers-to-evict-sleeping-homeless/. Läst 26 januari 2020.  ”Homeless folks called the dousing cruel, noting it soaked their belongings and left them freezing.
[...]
A Strand employee, who requested anonymity, called it the only effective way to remove vagrants.
[...]
there is an element of heartlessness”
18. ↑  ”Strand Books Spraying Water on Homeless Is 'Barbaric,' Customers Say”. DNAinfo New York. Arkiverad från originalet den 26 januari 2020. https://web.archive.org/web/20200126121554/https://www.dnainfo.com/new-york/20131115/greenwich-village/strand-books-spraying-water-on-homeless-is-barbaric-customers-say/. Läst 26 januari 2020.
19. 1 2 3  Nyberg, Micke; Isberg, Catharina (12 mars 2015). ”Här är det förbjudet att ligga ner”. SVT Nyheter. https://www.svt.se/nyheter/lokalt/norrbotten/nya-bankar-i-stationshallen-kritiseras. Läst 11 mars 2020.
20. ↑  Borromeo, Leah (23 juli 2015). ”These anti-homeless spikes are brutal. We need to get rid of them | Leah Borromeo” (på brittisk engelska). The Guardian. ISSN 0261-3077. https://www.theguardian.com/commentisfree/2015/jul/23/anti-homeless-spikes-inhumane-defensive-architecture. Läst 15 juni 2020.
21. ↑  ”The cornucopia of anti-homeless sleeping design” (på brittisk engelska). BBC News. 9 juni 2014. https://www.bbc.com/news/blogs-magazine-monitor-27760963. Läst 25 februari 2021.
22. ↑  ”Montreal removes anti-homeless spikes from downtown bookstore” (på kanadensisk engelska). torontosun. https://torontosun.com/2014/06/10/montreal-removes-anti-homeless-spikes-from-downtown-bookstore. Läst 22 augusti 2021.
23. ↑  Rosenberger, Robert (19 juni 2014). ”How Cities Use Design to Drive Homeless People Away” (på engelska). The Atlantic. https://www.theatlantic.com/business/archive/2014/06/how-cities-use-design-to-drive-homeless-people-away/373067/. Läst 22 augusti 2021.  ”City workers removed them early Tuesday afternoon following a series of angry tweets from Mayor Denis Coderre.

"The anti-homeless spikes are unacceptable!!!" he tweeted.”
24. 1 2  ”Exkluderande arkitektur påverkar hela samhället negativt”. Sveriges Arkitekter. 8 januari 2019. https://www.arkitekt.se/exkluderande-arkitektur-paverkar-hela-samhallet-negativt/. Läst 26 januari 2020.
25. ↑  ”How 'hostile design' is quietly hurting our cities” (på australisk engelska). www.abc.net.au. 1 mars 2018. https://www.abc.net.au/news/2018-03-02/design-crimes-how-hostile-architecture-is-hurting-our-cities/9498912. Läst 15 juni 2020.
26. ↑  Aktion, Direkt (27 maj 2018). ”Vi har flyttat på problemet”. Direkt Aktion. Arkiverad från originalet den 26 januari 2020. https://web.archive.org/web/20200126132850/https://direktaktion.nu/2018/05/27/vi-har-flyttat-pa-problemet/. Läst 26 januari 2020.
27. 1 2  Palm, Olle (28 september 2017). ”Obekväma bänkar jagar bort hemlösa”. SVT Nyheter. https://www.svt.se/nyheter/lokalt/skane/obekvama-bankar-jagar-bort-hemlosa. Läst 26 januari 2020.
28. ↑  Le, Per; er. ””Oönskade ska jagas bort ur staden” – Internationalen”. http://www.internationalen.se/2017/10/oonskade-ska-jagas-bort-ur-staden/. Läst 26 januari 2020.
29. ↑  ”Södermalm tar bort exkluderande design”. www.stockholmdirekt.se. 10 mars 2016. Arkiverad från originalet den 29 juli 2017. https://web.archive.org/web/20170729032511/http://www.stockholmdirekt.se/nyheter/sodermalm-tar-bort-exkluderande-design/aRKpci!izYBBH4X4@J7AqjfjRP7JA/. Läst 11 mars 2020.
30. ↑  Groop, Tomas (18 februari 2019). ”En protestprodukt för samhällets olycksbarn”. Sveriges Radio (P4 Gävleborg). https://sverigesradio.se/sida/artikel.aspx?programid=99&artikel=7154752. Läst 1 februari 2020.
31. ↑  Aneljung, Sara; Ederyd. ”The public space excluding and including abilities – Based on physical elements at Gustav Adolf's square in Malmö”. Sveriges lantbruksuniversitet. https://stud.epsilon.slu.se/8047/11/ederyd_j_aneljung_s_150630.pdf. Läst 30 maj 2020.  ”"Majoriteten säger sig ta avstånd från exkluderande design och istället arbeta med tillgänglighet och inkluderande design."”
32. ↑  Grauers, Karl (23 september 2017). ”Den nyliberala bänken ska hålla fattiga borta”. ETC. https://www.etc.se/inrikes/den-nyliberala-banken-ska-halla-fattiga-borta. Läst 11 mars 2020.
33. ↑  Smith, Naomi; Walters, Peter (2017-10-25). ”Desire lines and defensive architecture in modern urban environments” (på amerikansk engelska). Urban Studies 55 (13):  sid. 2980–2995. doi:10.1177/0042098017732690. ISSN 0042-0980. https://journals.sagepub.com/doi/10.1177/0042098017732690. Läst 15 juni 2020.
34. ↑  ”Archives | Dismal Garden”. www.dismalgarden.com. Arkiverad från originalet den 15 juni 2020. https://web.archive.org/web/20200615214136/http://www.dismalgarden.com/archives/defensive_architecture/privately%20owned%20public%20space. Läst 15 juni 2020.
35. ↑  ”Archives | Dismal Garden”. www.dismalgarden.com. Arkiverad från originalet den 15 juni 2020. https://web.archive.org/web/20200615214134/http://www.dismalgarden.com/archives/defensive_architecture/cctv%20and%20surveillance. Läst 15 juni 2020.
36. 1 2  Chellew, Cara. (2016). Defensive Inequalities. Spacing Magazine.
37. ↑  Edin, Fredrik, 1967-. Exkluderande design. sid. 31. ISBN 978-91-87777-28-8. OCLC 1045613015. https://www.worldcat.org/oclc/1045613015. Läst 26 januari 2020
38. ↑  ”Här kan du bo bakom murar och spärrar”. Aftonbladet. https://www.aftonbladet.se/a/L0a0z1. Läst 11 mars 2020.
39. ↑  Neil Brenner, Nik Theodore, red (2002-12-13). Spaces of Neoliberalism. sid. s.3,17-30.. doi:10.1002/9781444397499. http://dx.doi.org/10.1002/9781444397499. Läst 26 januari 2020.
40. 1 2  Swain, Frank. ”Secret city design tricks manipulate your behaviour” (på engelska). www.bbc.com. https://www.bbc.com/future/article/20131202-dirty-tricks-of-city-design. Läst 15 juni 2020.
41. ↑  Edin, Fredrik, 1967- (2017). Exkluderande design. sid. 38-45. ISBN 978-91-87777-28-8. OCLC 1045613015. https://www.worldcat.org/oclc/1045613015. Läst 11 juli 2020
42. ↑  ”When Design Is Hostile On Purpose” (på engelska). Popular Science. https://www.popsci.com/unpleasant-design/. Läst 17 december 2020.
43. ↑  Wade, Lisa. ”Unkind Architecture: Designing Against the Homeless” (på engelska). Pacific Standard. https://psmag.com/environment/unkind-architecture-designing-against-the-homeless. Läst 22 augusti 2021.  ”Andreuo writes of the psychological effect of these structures. They tell homeless people quite clearly that they are not wanted and that others not only don’t care, but are actively antagonistic to their comfort and well-being. He says:

    Defensive architecture is revealing on a number of levels, because it is not the product of accident or thoughtlessness, but a thought process. It is a sort of unkindness that is considered, designed, approved, funded and made real with the explicit motive to exclude and harass. It reveals how corporate hygiene has overridden human considerations....

[...]

    We curse the destitute for urinating in public spaces with no thought about how far the nearest free public toilet might be. We blame them for their poor hygiene without questioning the lack of public facilities for washing.... Free shelters, unless one belongs to a particularly vulnerable group, are actually extremely rare.

[...] Andreuo argues, “is designed to exonerate the rest from responsibility and insulate them from perceiving risk.” If homeless people are just failing to do right by themselves or take the help available to them, then only they are to blame for their situation. And, if only they are to blame, we don’t have to worry that, given just the right turn of events, it could happen to us.”
44. ↑  ”Hostile Architecture: 'Design Crimes' Campaign Gets Bars Removed from Benches” (på amerikansk engelska). 99% Invisible. https://99percentinvisible.org/article/design-crimes-artist-launches-campaign-highlight-hostile-architecture/. Läst 15 juni 2020.
45. ↑  Edin, Fredrik (2017). Exkluderande design. sid. 69. ISBN 978-91-87777-28-8. OCLC 1045613015. https://www.worldcat.org/oclc/1045613015. Läst 25 februari 2021
46. ↑  ”Stuart Semple launches campaign to eradicate ‘hostile design’ around the world”. www.theartnewspaper.com. http://www.theartnewspaper.com/news/stuart-semple-launches-campaign-to-eradicate-hostile-design-around-the-world. Läst 15 juni 2020.
47. ↑  ”Artist Launches Campaign to Call Out Hostile Urban Design” (på amerikansk engelska). Hyperallergic. 1 februari 2018. https://hyperallergic.com/424567/stuart-semple-launches-campaign-to-call-out-hostile-urban-design/. Läst 15 juni 2020.
48. ↑  ”hostiledesign” (på engelska). hostiledesign. Arkiverad från originalet den 2 mars 2021. https://web.archive.org/web/20210302184615/https://hostiledesign.org/. Läst 15 juni 2020.
49. ↑  ”The disturbing devices used to stop rough sleepers you might have never noticed” (på engelska). indy100. 1 februari 2018. Arkiverad från originalet den 26 januari 2020. https://web.archive.org/web/20200126122257/https://www.indy100.com/article/disturbing-anti-homeless-architecture-ryan-brown-twitter-8189081. Läst 26 januari 2020.
50. ↑  ”Archives | Dismal Garden”. www.dismalgarden.com. http://www.dismalgarden.com/archives/defensive_architecture. Läst 11 mars 2020.
51. ↑  Frills, Madrid No. ”Secrets of the streets: Madrid’s anti-homeless architecture” (på brittisk engelska). Madrid No Frills. https://madridnofrills.com/hidden-in-plain-sight-madrids-anti-homeless-architecture/. Läst 26 januari 2020.
52. ↑  ”The City That Will Never Let You Sleep” (på engelska). Topic. Arkiverad från originalet den 26 januari 2023. https://web.archive.org/web/20230126101926/https://www.topic.com/the-city-that-will-never-let-you-sleep. Läst 26 januari 2020.
53. ↑  Edin, Fredrik (30 maj 2018). ”Världens armstödstätaste station”. Skumrask. https://fredrikedin.se/2018/05/30/varldens-armstodstataste-station/. Läst 26 januari 2020.
54. ↑  ”ELIN GRELSSON ALMESTAD: Jakten på hemlösa gör alla otrygga”. www.expressen.se. https://www.expressen.se/kultur/exkluderande-design-bygger-om-vara-stader/. Läst 26 januari 2020.
55. ↑  ”Public Benches Turn 'Anti-Homeless' - OhmyNews International”. english.ohmynews.com. Arkiverad från originalet den 19 januari 2020. https://web.archive.org/web/20200119044939/http://english.ohmynews.com/articleview/article_view.asp?article_class=&no=321234&rel_no=1. Läst 26 januari 2020.
56. ↑  Wallace, Elizabeth. ”What's Behind the Uptick in Hostile Architecture?” (på engelska). Architectural Digest. https://www.architecturaldigest.com/story/hostile-architecture. Läst 16 februari 2020.
57. ↑  Gunnarsson, Hanna (19 augusti 2019). ”Detta är en jättekonstig bänk på nya hållplatsen på universitetssjukhuset i Lund. En bänk som utan metallstängerna hade kunnat ge sittplats åt 5 personer, men nu får det bara plats 3. Hur tänkte ni @skanetrafiken ?pic.twitter.com/UoXmS7sNBl”. @gunnarssonhanna. https://twitter.com/gunnarssonhanna/status/1163373194272792576. Läst 30 maj 2020.
58. ↑  ”#defensiveTO | Seating” (på engelska). defensiveto. https://www.defensiveto.com/seating. Läst 15 juni 2020.
59. ↑  ”r/HostileArchitecture - Update (1 homeless person in a small town situation): They are now sleeping on the ground instead and there's literally a huge storm here in Germany..” (på amerikansk engelska). reddit. https://www.reddit.com/r/HostileArchitecture/comments/f1nmx2/update_1_homeless_person_in_a_small_town/. Läst 16 februari 2020.
60. ↑  ”When design is hostile on purpose” (på engelska). Designer Daily: graphic and web design blog. 23 augusti 2016. https://www.designer-daily.com/when-design-is-hostile-on-purpose-58667. Läst 16 februari 2020.
61. ↑  ”Hostile design doesn't work for any age group” (på engelska). MNN - Mother Nature Network. https://www.mnn.com/health/healthy-spaces/blogs/hostile-design-aging-population. Läst 15 juni 2020.
62. ↑  ”When Design Is Hostile On Purpose” (på engelska). Popular Science. https://www.popsci.com/unpleasant-design/. Läst 15 juni 2020.
63. ↑  Swain, Frank (6 december 2013). ”Designing the Perfect Anti-Object” (på engelska). Medium. https://medium.com/futures-exchange/designing-the-perfect-anti-object-49a184a6667a. Läst 15 juni 2020.
64. ↑  ”r/HostileArchitecture - people sleeping on the ground in temperatures well below freezing thanks to the hostile addition of armrests” (på amerikansk engelska). reddit. https://www.reddit.com/r/HostileArchitecture/comments/emcp8c/people_sleeping_on_the_ground_in_temperatures/. Läst 16 februari 2020.
65. ↑  ”r/HostileArchitecture - These benches” (på amerikansk engelska). reddit. https://www.reddit.com/r/HostileArchitecture/comments/dfj8bb/these_benches/. Läst 16 februari 2020.
66. ↑  ”r/HumansOfLateCapital - #humansoflatecapitalism” (på amerikansk engelska). reddit. https://www.reddit.com/r/HumansOfLateCapital/comments/c7y1rr/humansoflatecapitalism/. Läst 16 februari 2020.
67. ↑  ”r/HostileArchitecture - "Leaning bench" and benches with armrests.” (på amerikansk engelska). reddit. https://www.reddit.com/r/HostileArchitecture/comments/d94ran/leaning_bench_and_benches_with_armrests/. Läst 16 februari 2020.
68. ↑  ”r/HostileArchitecture - One blocker wasn't enough, had to come back with two more” (på amerikansk engelska). reddit. https://www.reddit.com/r/HostileArchitecture/comments/d9j42a/one_blocker_wasnt_enough_had_to_come_back_with/. Läst 16 februari 2020.
69. ↑  Waters, Carlos (1 december 2017). ”Why cities are full of uncomfortable benches” (på engelska). Vox. https://www.vox.com/videos/2017/12/1/16724914/hostile-architecture-defensive-design-uncomfortable-benches. Läst 15 juni 2020.
70. ↑  Behrang Behdjou (30 november 2014). ”Obekväm design motar bort oönskade från städerna”. DN. http://www.dn.se/ekonomi/obekvam-design-motar-bort-oonskade-fran-staderna/. Läst 8 september 2015.
71. 1 2  ”r/HostileArchitecture - Bench in Volgodonsk, Russia” (på amerikansk engelska). reddit. https://www.reddit.com/r/HostileArchitecture/comments/b93meh/bench_in_volgodonsk_russia/. Läst 16 februari 2020.
72. ↑  Edin, Fredrik, 1967-. Exkluderande design. sid. 16. ISBN 978-91-87777-28-8. OCLC 1045613015. https://www.worldcat.org/oclc/1045613015. Läst 26 januari 2020
73. ↑  Gitz, Randi; Haupt, Inger (26 februari 2014). ”Här är järnvägsstationen med enbart ståplats”. SVT Nyheter. https://www.svt.se/nyheter/lokalt/norrbotten/sta-plats-pa-jarnvagsstationen. Läst 22 augusti 2021.
74. ↑  Nyberg, Micke; Isberg, Catharina (12 mars 2015). ”Här är det förbjudet att ligga ner”. SVT Nyheter. https://www.svt.se/nyheter/lokalt/norrbotten/nya-bankar-i-stationshallen-kritiseras. Läst 22 augusti 2021.
75. ↑  Wagner, Jonas. ”Kein Platz für Obdachlose (neues deutschland)” (på tyska). www.neues-deutschland.de. https://www.neues-deutschland.de/artikel/1131517.wohnungslose-kein-platz-fuer-obdachlose.html. Läst 25 februari 2021.
76. ↑  Krieg, Claudia. ”Menschen statt Bänke schützen (neues deutschland)” (på tyska). www.neues-deutschland.de. https://www.neues-deutschland.de/artikel/1131519.obdachlosigkeit-menschen-statt-baenke-schuetzen.html. Läst 25 februari 2021.
77. ↑  Dum, Christopher P.. Exiled in America : Life on the Margins in a Residential Motel. sid. 222. ISBN 978-0-231-54239-5. OCLC 984686767. http://worldcat.org/oclc/984686767. Läst 16 februari 2020
78. ↑  Andreou, Alex (18 februari 2015). ”Defensive architecture: keeping poverty unseen and deflecting our guilt” (på brittisk engelska). The Guardian. ISSN 0261-3077. https://www.theguardian.com/society/2015/feb/18/defensive-architecture-keeps-poverty-undeen-and-makes-us-more-hostile. Läst 26 januari 2020.
79. ↑  Elizabeth Kim (14 augusti 2019). ”A Field Guide To The 'Weapons' Of Hostile Architecture In NYC” (på engelska). Gothamist. Arkiverad från originalet den 3 februari 2020. https://web.archive.org/web/20200203170224/https://gothamist.com/news/a-field-guide-to-the-weapons-of-hostile-architecture-in-nyc. Läst 16 februari 2020.
80. ↑  ””Exkluderande design” vid Centralen tar bort sovplatser”. DN.SE. 27 mars 2015. https://www.dn.se/sthlm/exkluderande-design-vid-centralen-tar-bort-sovplatser/. Läst 11 mars 2020.
81. 1 2  Edin, Fredrik, 1967-. Exkluderande design. sid. 18. ISBN 978-91-87777-28-8. OCLC 1045613015. https://www.worldcat.org/oclc/1045613015. Läst 26 januari 2020
82. ↑  Chellew, Cara (2019-06-13). ”Defending Suburbia: Exploring the Use of Defensive Urban Design Outside of the City Centre” (på engelska). Canadian Journal of Urban Research 28 (1):  sid. 19–33. ISSN 2371-0292. Arkiverad från originalet den 22 juli 2019. https://web.archive.org/web/20190722171359/https://cjur.uwinnipeg.ca/index.php/cjur/article/view/164. Läst 15 juni 2020.
83. ↑  ”15 Examples of 'Anti-Homeless' Hostile Architecture That You Probably Never Noticed Before” (på amerikansk engelska). interestingengineering.com. 22 maj 2018. https://interestingengineering.com/15-examples-anti-homeless-hostile-architecture-that-you-probably-never-noticed-before. Läst 16 februari 2020.
84. ↑  Mussett, Ben. ”Vancouver’s ‘defensive architecture’ is hostile to homeless, say critics”. Vancouver Courier. https://www.vancourier.com/news/vancouver-s-defensive-architecture-is-hostile-to-homeless-say-critics-1.23865562. Läst 16 februari 2020.
85. ↑  ”Behance”. www.behance.net. https://www.behance.net/gallery/60657791/Hostile-Design. Läst 16 februari 2020.
86. ↑  ”r/HostileArchitecture - Newly added inside the breezeway at my local shopping centre.” (på amerikansk engelska). reddit. https://www.reddit.com/r/HostileArchitecture/comments/ezso2o/newly_added_inside_the_breezeway_at_my_local/. Läst 16 februari 2020.
87. ↑  ”r/HostileArchitecture - Installing OTT anti human rails. Bukit Bintang, KL Malaysia.” (på amerikansk engelska). reddit. https://www.reddit.com/r/HostileArchitecture/comments/eyn0sl/installing_ott_anti_human_rails_bukit_bintang_kl/. Läst 16 februari 2020.
88. ↑  ”r/HostileArchitecture - Milan, Italy” (på amerikansk engelska). reddit. https://www.reddit.com/r/HostileArchitecture/comments/ewu2rf/milan_italy/. Läst 16 februari 2020.
89. ↑  ”r/HostileArchitecture - Subtle hostility - Kraków, Poland” (på amerikansk engelska). reddit. https://www.reddit.com/r/HostileArchitecture/comments/d6uaxx/subtle_hostility_kraków_poland/. Läst 16 februari 2020.
90. ↑  ”r/HostileArchitecture - It's to "keep kids from sitting on the wall"” (på amerikansk engelska). reddit. https://www.reddit.com/r/HostileArchitecture/comments/bgyea6/its_to_keep_kids_from_sitting_on_the_wall/. Läst 16 februari 2020.
91. ↑  ”Activists Pour Concrete on Store’s ‘Anti-Homeless’ Spikes, Win | Boston.com” (på amerikansk engelska). www.boston.com. https://www.boston.com/news/national-news/2014/06/12/activists-pour-concrete-on-stores-anti-homeless-spikes-win. Läst 16 februari 2020.
92. ↑  ”Staket för 200.000 ska hålla hemlösa borta”. DN.SE. 23 mars 2015. https://www.dn.se/sthlm/staket-for-200000-ska-halla-hemlosa-borta/. Läst 1 februari 2020.
93. ↑  Edin, Fredrik, 1967-. Exkluderande design. sid. 23-24. ISBN 978-91-87777-28-8. OCLC 1045613015. https://www.worldcat.org/oclc/1045613015. Läst 26 januari 2020
94. ↑  ”'Anti-homeless' slope put in doorway” (på engelska). BBC News. https://www.bbc.com/news/av/uk-england-manchester-38116608/anti-homeless-slope-installed-in-liverpool-doorway. Läst 26 januari 2020.
95. ↑  ”Social media users blast 'anti-homeless' ramp on empty bank building” (på brittisk engelska). The Sun. 27 november 2016. https://www.thesun.co.uk/living/2273509/social-media-users-blast-anti-homeless-ramp-that-has-been-installed-in-front-of-an-empty-bank-building/. Läst 26 januari 2020.
96. ↑  ”r/HostileArchitecture - Rule of Thumb: the richer and finely decorated a church is, the less homeless people will it tolerate sheltering in it's gates.” (på amerikansk engelska). reddit. https://www.reddit.com/r/HostileArchitecture/comments/exp1vz/rule_of_thumb_the_richer_and_finely_decorated_a/. Läst 16 februari 2020.
97. ↑  ”r/HostileArchitecture - Um what??” (på amerikansk engelska). reddit. https://www.reddit.com/r/HostileArchitecture/comments/ew5xuh/um_what/. Läst 16 februari 2020.
98. 1 2 3  Edin, Fredrik, 1967-. Exkluderande design. sid. 20. ISBN 978-91-87777-28-8. OCLC 1045613015. https://www.worldcat.org/oclc/1045613015. Läst 26 januari 2020
99. ↑  ”ZEIT ONLINE | Lesen Sie zeit.de mit Werbung oder imPUR-Abo. Sie haben die Wahl.”. www.zeit.de. Arkiverad från originalet den 27 januari 2022. https://web.archive.org/web/20220127214809/https://www.zeit.de/zustimmung?url=https%3A%2F%2Fwww.zeit.de%2Fhamburg%2Fpolitik-wirtschaft%2F2016-05%2Fobdachlosigkeit-hamburg-zaun-kanal-eimsbuettel-gruenflaeche-isebekkanal. Läst 15 juni 2020.
100. ↑  Schneider, Jens. ”St. Pauli hält Obdachlose mit Zaun auf Distanz” (på tyska). Süddeutsche.de. https://www.sueddeutsche.de/politik/hamburg-st-pauli-haelt-obdachlose-mit-zaun-auf-distanz-1.1151916. Läst 15 juni 2020.
101. ↑  survival group (24 september 2011). ”P1020078-2”. https://www.flickr.com/photos/7211263@N02/6211747120/. Läst 21 december 2020.
102. ↑  Edin, Fredrik, 1967-. Exkluderande design. sid. 21. ISBN 978-91-87777-28-8. OCLC 1045613015. https://www.worldcat.org/oclc/1045613015. Läst 26 januari 2020
103. ↑  ”Bike rack benches and fancy granite” (på amerikansk engelska). Needs More Spikes. https://www.needsmorespikes.com/blog/2019/1/14/bike-rack-benches-and-fancy-granite. Läst 15 juni 2020.
104. ↑  ”'Hostile design' makes Calgary an unwelcoming modern city, says architect”. CBC/Radio-Canada. https://www.cbc.ca/news/canada/calgary/unpleasant-hostile-urban-design-calgary-1.4562817. Läst 25 april 2020.
105. ↑  ”15 Examples of 'Anti-Homeless' Hostile Architecture That You Probably Never Noticed Before” (på amerikansk engelska). interestingengineering.com. 22 maj 2018. https://interestingengineering.com/15-examples-anti-homeless-hostile-architecture-that-you-probably-never-noticed-before. Läst 26 januari 2020.
106. ↑  Eyeopener, The (21 mars 2018). ”Earlier today, Jason, the man who sleeps in front of the Tim Hortons at Victoria and Dundas streets said police asked him to move across the street so these planters could be installed. The other side of the street is not sheltered from rain or wind. Story to come.pic.twitter.com/8HkH2pqGwu” (på engelska). @theeyeopener. https://twitter.com/theeyeopener/status/976645998847000576. Läst 26 januari 2020.
107. ↑  ”r/HostileArchitecture - Is it still hostile if you paint it pink? 'Fun' new bench unveiled by primary school children in Blackpool, England” (på amerikansk engelska). reddit. https://www.reddit.com/r/HostileArchitecture/comments/f1mr3e/is_it_still_hostile_if_you_paint_it_pink_fun_new/. Läst 16 februari 2020.
108. ↑  ”r/TheMajorityReport - Still my favorite Pete Buttigieg take” (på amerikansk engelska). reddit. https://www.reddit.com/r/TheMajorityReport/comments/f08qsx/still_my_favorite_pete_buttigieg_take/. Läst 16 februari 2020.
109. ↑  ”r/HostileArchitecture - Hostility with a Pretty Face” (på amerikansk engelska). reddit. https://www.reddit.com/r/HostileArchitecture/comments/esqib6/hostility_with_a_pretty_face/. Läst 16 februari 2020.
110. ↑  Snis, Alva (28 november 2016). ”Kritiserat pipljud i Tensta avstängt under helgen”. Sveriges Radio. https://sverigesradio.se/sida/artikel.aspx?programid=103&artikel=6574181. Läst 26 januari 2020.
111. ↑  ”#defensiveTO | Light + Sound” (på engelska). defensiveto. Arkiverad från originalet den 27 januari 2022. https://web.archive.org/web/20220127214810/https://www.defensiveto.com/light-sound. Läst 15 juni 2020.
112. ↑  ”Raue kämpft mit Piepton gegen Jugendliche” (på tyska). MAZ - Märkische Allgemeine. https://www.maz-online.de/Lokales/Teltow-Flaeming/Jueterbog/Buergermeister-Raue-kaempft-mit-Ultraschallgeraet-Mosquito-gegen-Jugendliche. Läst 15 juni 2020.
113. ↑  ”Young Scot Corporate - Anti-loitering Devices Text Only” (på brittisk engelska). Young Scot Corporate. https://youngscot.net/antiloitering-devices-text-only. Läst 16 februari 2020.
114. ↑  ”Klassisk musik ska störa ungdomshäng i garage”. mitti.se. Arkiverad från originalet den 26 januari 2020. https://web.archive.org/web/20200126121251/https://mitti.se/nyheter/klassisk-ungdomshang-garage/. Läst 26 januari 2020.
115. ↑  ”Why the TTC is playing classical music in the subway” (på engelska). www.blogto.com. https://www.blogto.com/city/2014/03/why_the_ttc_is_playing_classical_music_in_the_subway/. Läst 15 juni 2020.
116. ↑  ”Oljud ska skrämma bort knarkhandlarna”. Aftonbladet. https://www.aftonbladet.se/a/MgmMRo. Läst 26 januari 2020.
117. ↑  Edin, Fredrik, 1967-. Exkluderande design. sid. 22. ISBN 978-91-87777-28-8. OCLC 1045613015. https://www.worldcat.org/oclc/1045613015. Läst 26 januari 2020
118. ↑  Psaltis, Eleni (11 oktober 2018). ”High-pitched 'anti-loitering' devices targeting young people breaches human rights: advocates” (på australisk engelska). ABC News. https://www.abc.net.au/news/2018-10-11/anti-loitering-devices-a-breach-of-human-rights-advocates-say/10364766. Läst 16 februari 2020.
119. ↑  Kirk, Tracy. ”The use of sonic 'anti-loitering' devices is breaching teenagers' human rights” (på engelska). The Conversation. http://theconversation.com/the-use-of-sonic-anti-loitering-devices-is-breaching-teenagers-human-rights-81965. Läst 16 februari 2020.
120. ↑  Pergande, Frank; Hamburg. ”Brennpunkt Hauptbahnhof: Klassische Musik gegen Drogenkonsum” (på tyska). FAZ.NET. ISSN 0174-4909. https://www.faz.net/1.4522565. Läst 15 juni 2020.
121. ↑  Quinn, Ben (13 juni 2014). ”Anti-homeless spikes are part of a wider phenomenon of 'hostile architecture'” (på brittisk engelska). The Guardian. ISSN 0261-3077. https://www.theguardian.com/artanddesign/2014/jun/13/anti-homeless-spikes-hostile-architecture. Läst 26 januari 2020.
122. ↑  Edin, Fredrik (2017). Exkluderande design. sid. 61,22. ISBN 978-91-87777-28-8. OCLC 1045613015. https://www.worldcat.org/oclc/1045613015. Läst 25 februari 2021
123. ↑  ”136 people are peeing in Victoria right now” (på amerikansk engelska). Needs More Spikes. https://www.needsmorespikes.com/blog/2018/11/5/136-people-are-peeing-right-now. Läst 15 juni 2020.
124. 1 2  TT (7 november 2014). ”Jernhusen backar om sittförbud”. www.pt.se. Arkiverad från originalet den 26 januari 2020. https://web.archive.org/web/20200126122331/https://www.pt.se/nyheter/jernhusen-backar-om-sittforbud-8860867.aspx. Läst 26 januari 2020.
125. ↑  Bruno Tersmeden, Carl (1 november 2014). ”Stopp för hemlösa på tågstation”. SVT Nyheter. https://www.svt.se/nyheter/lokalt/ost/stopp-for-hemlosa-pa-tagstation. Läst 26 januari 2020.
126. ↑  ”Hårdare ton mot hemlösa”. arbetarbladet.se. 8 november 2014. https://www.arbetarbladet.se/artikel/hardare-ton-mot-hemlosa. Läst 26 januari 2020.
127. ↑  Cullberg, Jonas (10 november 2014). ”Så designas de hemlösa bort från stadsmiljöerna”. ETC. https://www.etc.se/inrikes/sa-designas-de-hemlosa-bort-fran-stadsmiljoerna. Läst 11 mars 2020.
128. ↑  ”PAY & SIT: the private bench (HD)” (på engelska). Vimeo. https://vimeo.com/1665301. Läst 26 januari 2020.
129. 1 2  Edin, Fredrik, 1967-. Exkluderande design. sid. 23. ISBN 978-91-87777-28-8. OCLC 1045613015. https://www.worldcat.org/oclc/1045613015. Läst 26 januari 2020
130. ↑  ”Anti-homeless spikes are just the latest in 'defensive urban architecture'” (på engelska). the Guardian. 12 juni 2014. http://www.theguardian.com/cities/2014/jun/12/anti-homeless-spikes-latest-defensive-urban-architecture. Läst 15 juni 2020.
131. ↑  Edin, Fredrik (5 september 2018). ”Den vanligaste formen av exkluderande design”. Skumrask. https://fredrikedin.se/2018/09/05/den-vanligaste-formen-av-exkluderande-design/. Läst 26 januari 2020.
132. ↑  ”r/HostileArchitecture - Just in case, let's cut 7/11 of the bench, I can't even sit art the bus stop ffs” (på amerikansk engelska). reddit. https://www.reddit.com/r/HostileArchitecture/comments/errozs/just_in_case_lets_cut_711_of_the_bench_i_cant/. Läst 16 februari 2020.
133. ↑  ”r/CrappyDesign - The roof at my bus stop. Provides no shade from this Texas heat and rain easily goes through.” (på amerikansk engelska). reddit. https://www.reddit.com/r/CrappyDesign/comments/d2cz6n/the_roof_at_my_bus_stop_provides_no_shade_from/. Läst 16 februari 2020.
134. ↑  ”r/CrappyDesign - This bus stop in malaysia” (på amerikansk engelska). reddit. https://www.reddit.com/r/CrappyDesign/comments/d9wqt8/this_bus_stop_in_malaysia/. Läst 16 februari 2020.
135. ↑  ”Excluding Fast and Slow: Charlottesville’s Long Battle over Public Space - Metropolitics” (på engelska). www.metropolitiques.eu. https://www.metropolitiques.eu/Excluding-Fast-and-Slow-Charlottesville-s-Long-Battle-over-Public-Space.html. Läst 15 juni 2020.
136. ↑  Edin, Fredrik, 1967-. Exkluderande design. ISBN 978-91-87777-28-8. OCLC 1045613015. https://www.worldcat.org/oclc/1045613015. Läst 11 juli 2020
137. ↑  Connelly, Eileen AJ (6 februari 2021). ”NYC Transit blasted for tweeting that subway station benches were removed to deter homeless” (på amerikansk engelska). New York Post. https://nypost.com/2021/02/06/nyc-transit-tweets-that-benches-removed-to-deter-homeless/. Läst 7 februari 2021.
138. ↑  Perrett, Connor. ”The New York City MTA sparked backlash for saying it removed benches from subway stations to 'prevent the homeless from sleeping on them'”. Business Insider. https://www.businessinsider.com/nyc-mta-removed-benches-to-prevent-homeless-from-sleeping-2021-2. Läst 7 februari 2021.
139. ↑  ”The MTA criticized after the tweet quoted the homeless because the subway bench was removed” (på amerikansk engelska). New York News Times. 7 februari 2021. https://newyorknewstimes.com/the-mta-criticized-after-the-tweet-quoted-the-homeless-because-the-subway-bench-was-removed/108004/. Läst 7 februari 2021.[död länk]
140. ↑  ”NYC Transit Sparks Backlash for Admitting They Removed Benches 'to Prevent the Homeless From Sleeping on Them'” (på engelska). Complex. https://www.complex.com/life/nyc-transit-subway-twitter-benches-removed-homeless-sleeping/. Läst 7 februari 2021.
141. ↑  Fouganthin, Frankie (11 april 2015). ”Svenska: Exkluderande design i Stockholm 2015.”. https://commons.wikimedia.org/wiki/File:Exkluderande_design_i_Stockholm_2015-7.jpg. Läst 21 december 2020.
142. ↑  ”Här är järnvägsstationen med enbart ståplats”. SVT nyheter. 26 februari 2014. https://www.svt.se/nyheter/lokalt/norrbotten/sta-plats-pa-jarnvagsstationen. Läst 22 augusti 2021.  ”Skälet till att man tagit bort bänkarna är att man haft problem med att Luleås a-lagare använt stationen som värmestuga uppger Cecilila Granath.”
143. ↑  Pacione, Michael. (2013). Urban Geography : a Global Perspective.. Taylor and Francis. sid. 230. ISBN 978-1-134-29103-8. OCLC 831119845. http://worldcat.org/oclc/831119845. Läst 16 februari 2020
144. ↑  ”The growth of hostile architecture: how developments in urban design are exacerbating social injustice” (på brittisk engelska). A-id. 30 mars 2019. Arkiverad från originalet den 16 april 2021. https://web.archive.org/web/20210416081542/http://www.a-id.org/2019/03/30/the-growth-of-hostile-architecture-how-developments-in-urban-design-are-exacerbating-social-injustice/. Läst 30 maj 2020.
145. ↑  Taft, Molly (19 juli 2019). ”The Creative and Cruel Ways People Make Life Hell for the Homeless” (på engelska). Vice. https://www.vice.com/en_us/article/kzmd5m/the-creative-and-cruel-ways-people-make-life-hell-for-the-homeless. Läst 16 februari 2020.
146. ↑  ”Bristol tanning salon installs sprinklers to stop homeless people from sleeping outside” (på engelska). The Independent. 31 januari 2018. http://www.independent.co.uk/news/uk/home-news/bristol-salon-water-sprinklers-homeless-rough-sleepers-stop-owner-defends-use-consul-a8187226.html. Läst 16 februari 2020.
147. ↑  ”Anti-homeless water sprinklers criticised” (på brittisk engelska). BBC News. 30 januari 2018. https://www.bbc.com/news/uk-england-bristol-42880213. Läst 16 februari 2020.
148. ↑  Wong, Julia Carrie (10 juni 2016). ”Luxury auction house under fire after sprinkler system douses homeless” (på brittisk engelska). The Guardian. ISSN 0261-3077. https://www.theguardian.com/us-news/2016/jun/10/san-francisco-homeless-sprinklers-bonhams-auction-house. Läst 16 februari 2020.
149. ↑  ”Anti-homeless sprinkler systems 'inhumane'” (på New Zealand English). RNZ. 5 maj 2017. https://www.rnz.co.nz/news/national/330142/anti-homeless-sprinkler-systems-%27inhumane%27. Läst 16 februari 2020.
150. ↑  survival group (2 juni 2010). ”P1050850”. https://www.flickr.com/photos/7211263@N02/6212035653/. Läst 21 december 2020.
151. ↑  survival group (2 juni 2010). ”P1050854”. https://www.flickr.com/photos/7211263@N02/6212550850/. Läst 21 december 2020.
152. ↑  Edin, Fredrik, 1967-. Exkluderande design. sid. 24. ISBN 978-91-87777-28-8. OCLC 1045613015. https://www.worldcat.org/oclc/1045613015. Läst 26 januari 2020
153. ↑  ”Bankkontor S:t Eriksplan, Vasastan i Stockholm | Handelsbanken”. www.handelsbanken.se. https://www.handelsbanken.se/sv/hitta-bankkontor/st-eriksplan. Läst 21 december 2020.
154. ↑  ”Google Maps” (på svenska). Google Maps. https://www.google.com/maps/place/Handelsbanken+S:t+Eriksplan/@59.3395323,18.0365865,3a,104y,90t/data=!3m8!1e2!3m6!1sAF1QipP0iJVoXZIfRMfVZYtNQr3A2qlqI8SY03dR-3jG!2e10!3e12!6shttps://lh5.googleusercontent.com/p/AF1QipP0iJVoXZIfRMfVZYtNQr3A2qlqI8SY03dR-3jG=w152-h86-k-no!7i800!8i450!4m5!3m4!1s0x465f9d7bd3f5a3bf:0x1629e89d1fc81776!8m2!3d59.3397518!4d18.0361639. Läst 21 december 2020.
155. ↑  ”Google Maps” (på svenska). Google Maps. https://www.google.com/maps/@59.3397518,18.0359261,3a,54.2y/data=!3m8!1e2!3m6!1sAF1QipMpThQe1vP410at70ak3cbcAMlAEuTVQ5UO20Q!2e10!3e12!6shttps:%2F%2Flh5.googleusercontent.com%2Fp%2FAF1QipMpThQe1vP410at70ak3cbcAMlAEuTVQ5UO20Q%3Dw203-h152-k-no!7i4160!8i3120?shorturl=1. Läst 21 december 2020.
156. ↑  författarlänk = (2015). ”Architectural Exclusion: Discrimination and Segregation Through Physical Design of the Built Environment”. Yale Law Journal 124 (6):  sid. 1836-2201. http://www.yalelawjournal.org/article/architectural-exclusion. Läst 30 april 2015.
157. ↑  http://www.dn.se/sthlm/designen-som-ska-halla-hemlosa-borta  /Dagens Nyheter, 7 april 2015
158. ↑  Smith, Naomi; Walters, Peter (2017-10-25). ”Desire lines and defensive architecture in modern urban environments:” (på engelska). Urban Studies. doi:10.1177/0042098017732690. https://journals.sagepub.com/doi/10.1177/0042098017732690. Läst 25 februari 2021.
159. ↑  Leander, Per. ””Oönskade ska jagas bort ur staden” – Internationalen”. http://www.internationalen.se/2017/10/oonskade-ska-jagas-bort-ur-staden/. Läst 30 maj 2020.
160. ↑  Edin, Fredrik (2017). Exkluderande design. sid. 42. ISBN 978-91-87777-28-8. OCLC 1045613015. https://www.worldcat.org/oclc/1045613015. Läst 25 februari 2021
161. ↑  Fredrik Edin. ”Exkluderande design - Morgonpasset i P3 – Gästen”. sverigesradio.se. (Sveriges Radio). https://sverigesradio.se/sida/avsnitt/1038884?programid=4765. Läst 1 februari 2020.
162. ↑  Hohenadel, Kristin (12 juni 2014). ”Are Anti-Homeless Sidewalk Spikes Immoral?” (på engelska). Slate Magazine. https://slate.com/human-interest/2014/06/artist-nils-norman-documents-anti-homeless-spikes-and-other-defensive-architecture-in-cities-around-the-world.html. Läst 25 april 2020.
163. ↑  ”The Fakir's Rest”. https://www.youtube.com/watch?v=Qv3M7FxJqtM. Läst 16 februari 2020.
164. ↑  ”Interventions urbaines, Gilles Paté”. gilfakir.com. https://gilfakir.com/. Läst 25 april 2020.
165. ↑  ”/\SARAH ROSS/\”. www.insecurespaces.net. Arkiverad från originalet den 27 januari 2022. https://web.archive.org/web/20220127214820/https://www.insecurespaces.net/testingresistance.html. Läst 16 februari 2020.
166. ↑  ”interboro | The Arsenal of Exclusion & Inclusion”. www.interboropartners.com. http://www.interboropartners.com/projects/the-arsenal-of-exclusion-inclusion. Läst 15 juni 2020.
167. ↑  S, Ann-Charlotte; Elin | (12 juni 2013). ”Besvärliga bänkar berättar om livet (reportage)”. KULTURSIDAN.nu. https://www.kultursidan.nu/?p=10493. Läst 11 mars 2020.
168. ↑  Edin, Fredrik (21 januari 2015). ”Exkluderande design: konst i Norrköping”. Skumrask. https://fredrikedin.se/2015/01/21/exkluderande-design-konst-i-norrkoping/. Läst 11 mars 2020.
169. ↑  Edin, Fredrik (2017). Exkluderande design. sid. 70. ISBN 978-91-87777-28-8. OCLC 1045613015. https://www.worldcat.org/oclc/1045613015. Läst 25 februari 2021
170. ↑  ”Hostile Architecture: 'Design Crimes' Campaign Gets Bars Removed from Benches” (på amerikansk engelska). 99% Invisible. https://99percentinvisible.org/article/design-crimes-artist-launches-campaign-highlight-hostile-architecture/. Läst 16 februari 2020.
171. ↑  ”Stuart Semple launches campaign to eradicate ‘hostile design’ around the world”. www.theartnewspaper.com. http://www.theartnewspaper.com/news/stuart-semple-launches-campaign-to-eradicate-hostile-design-around-the-world. Läst 16 februari 2020.
172. ↑  ”hostiledesign” (på engelska). hostiledesign. Arkiverad från originalet den 2 mars 2021. https://web.archive.org/web/20210302184615/https://hostiledesign.org/. Läst 16 februari 2020.
173. ↑  ”Artist Launches Campaign to Call Out Hostile Urban Design” (på amerikansk engelska). Hyperallergic. 1 februari 2018. https://hyperallergic.com/424567/stuart-semple-launches-campaign-to-call-out-hostile-urban-design/. Läst 16 februari 2020.
174. ↑  Hu, Winnie (8 november 2019). ”How We Searched for Hostile Architecture in New York (Published 2019)” (på amerikansk engelska). The New York Times. ISSN 0362-4331. https://www.nytimes.com/2019/11/08/reader-center/how-we-searched-for-hostile-architecture-in-new-york.html. Läst 17 december 2020.